# 19. April
Der 19. April ist der 109. Tag des gregorianischen Kalenders (der 110. in Schaltjahren), somit bleiben noch 256 Tage bis zum Jahresende.

## Ereignisse

### Politik und Weltgeschehen
- 0065: Nach Aufdeckung der Pisonischen Verschwörung gegen den römischen Kaiser Nero nimmt sich Gaius Calpurnius Piso das Leben. In der Folge werden neben anderen auch Seneca, Marcus Annaeus Lucanus und Titus Petronius als angebliche Mitverschwörer zum Selbstmord gezwungen.

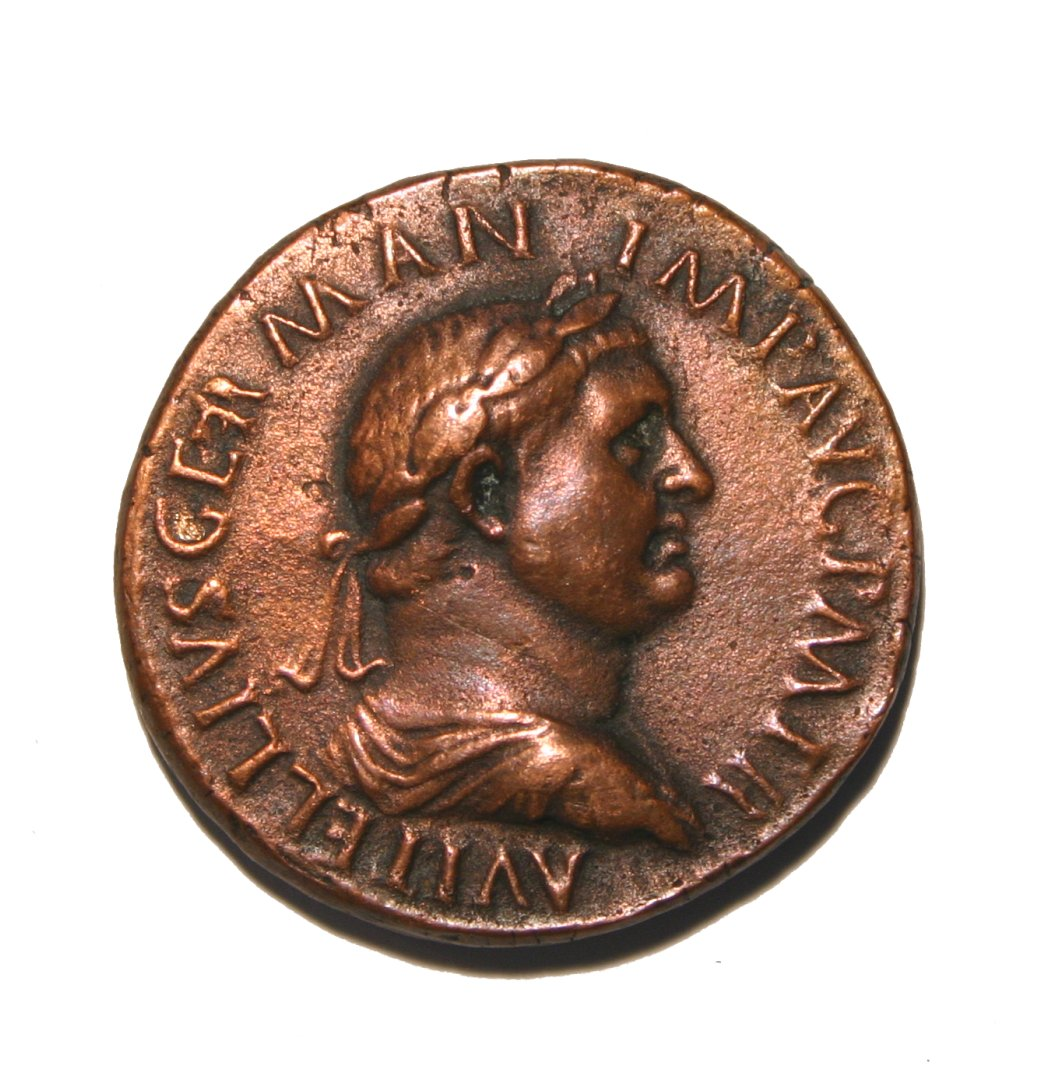
69: Vitellius

- 0069: Vitellius wird in Rom als Kaiser akzeptiert, nachdem er sich in der ersten Schlacht von Bedriacum durchgesetzt und Otho sich das Leben genommen hat.
- 0531: Der byzantinische Feldherr Belisar erleidet in der Schlacht von Callinicum eine Niederlage gegen das persische Sassanidenreich.
- 1042: Der byzantinische Herrscher Michael V. versucht, seine Stiefmutter Zoe in ein Kloster zu verbannen, was zu einem Volksaufstand und in weiterer Folge zu seiner Absetzung führt.
- 1506: In Lissabon kommt es zu einem Massaker an zum Christentum zwangsbekehrten Juden, angeblich weil einer von ihnen sich über eine Wundererscheinung belustigt hatte.
- 1529: Auf dem Reichstag zu Speyer treten sechs Fürsten und 14 Reichsstädte als Vertreter der protestantischen Minderheit gegen die Verhängung der Reichsacht gegen Martin Luther sowie der Ächtung seiner Schriften und Lehre auf, was als Protestation zu Speyer bezeichnet wird.
- 1539: Protestanten und Katholiken schließen den Frankfurter Anstand, um die konfessionellen Spannungen in Deutschen Reich zu entschärfen.

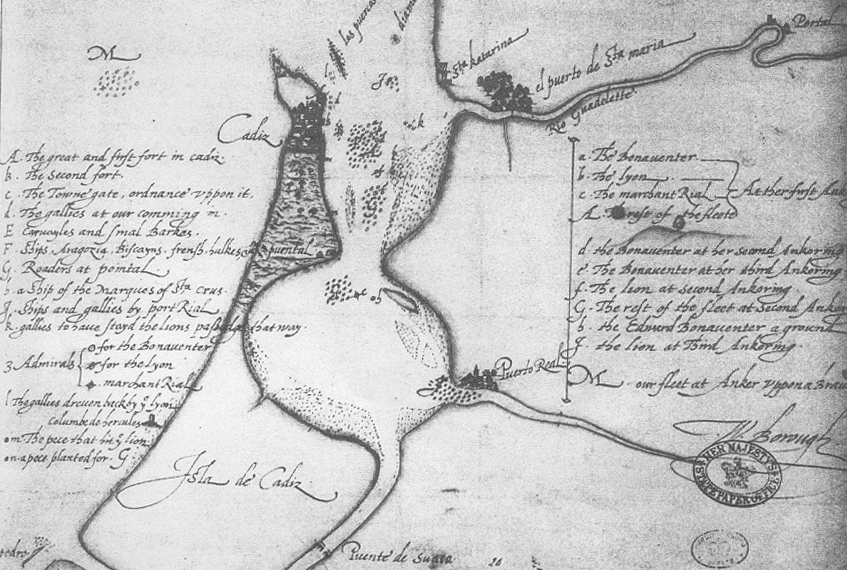
1587: Skizze des Angriffs auf Cádiz

- 1587: Der Engländer Sir Francis Drake „versengt den Bart des spanischen Königs“ Philipp II.: Von den Spaniern unerwartet, greift er mit seinen Schiffen die im Hafen von Cádiz liegende Armada an, zerstört ohne große eigene Verluste die meisten Schiffe und kapert einige andere. Die Stadt wird zwei Tage lang geplündert.
- 1706: In der Schlacht bei Calcinato in der Lombardei wird im Spanischen Erbfolgekrieg eine kaiserliche Streitmacht von französisch-spanischen Truppen besiegt.
- 1713: Kaiser Karl VI. bestimmt in seiner Pragmatischen Sanktion, dass beim Fehlen männlicher Nachkommen im Haus Habsburg auch weibliche Angehörige in den habsburgischen Erblanden erbberechtigt werden.

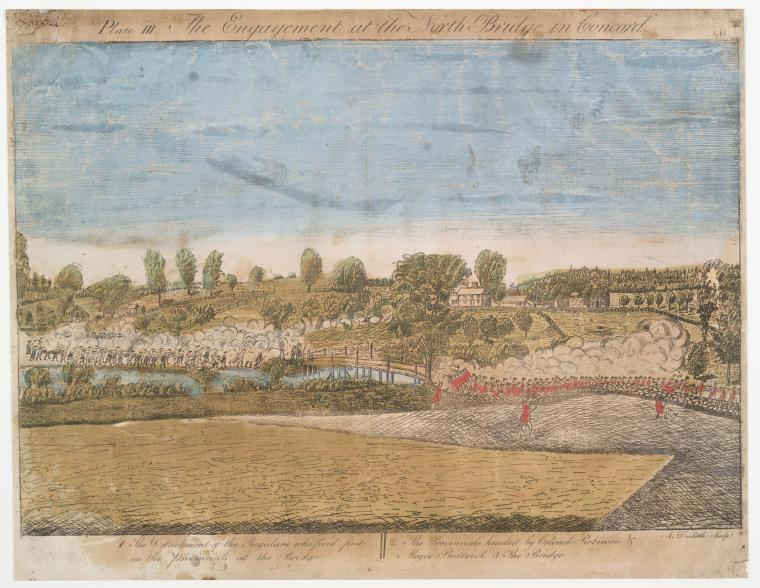
1775: Gefecht bei Concord

- 1775: Mit Gefechten bei Lexington und Concord, bei denen Milizen aus Massachusetts unter William Heath zu ihrer eigenen Überraschung britische Einheiten besiegen, und der anschließend beginnenden Belagerung von Boston, die fast ein Jahr dauern wird, beginnt der Amerikanische Unabhängigkeitskrieg.
- 1809: Im Fünften Koalitionskrieg beginnt die zweitägige Schlacht bei Abensberg, in der die Franzosen unter Napoleon Bonaparte über die Österreicher siegreich bleiben. Am selben Tag treffen österreichische Truppen, die am 15. April im Zuge des Weichselfeldzugs in das Herzogtum Warschau eingedrungen sind, in der Schlacht bei Raszyn vorläufig ohne Entscheidung auf polnische Truppen.
- 1809: Bei der Schlacht bei Teugn-Hausen verpasst der österreichische Erzherzog Karl von Österreich-Teschen eine Gelegenheit, durch Verstärkung der kämpfenden Truppe die von Marschall Louis-Nicolas Davout befehligte französische Armee vermutlich zu schlagen.
- 1825: Die Schar der 33 Orientalen überquert unter ihrem Anführer Juan Antonio Lavalleja den Río Uruguay, um sich im Kampf um Uruguays Unabhängigkeit mit den Patrioten um José Fructuoso Rivera zu vereinen.
- 1839: Die Niederlande unter Wilhelm I. erkennen das durch die Belgische Revolution 1830 unabhängig gewordene Belgien im Londoner Protokoll an. Gleichzeitig übernehmen die europäischen Großmächte die Garantie für die Neutralität des Landes.
- 1850: Im Clayton-Bulwer-Vertrag vereinbaren Großbritannien und die USA, dass keines der beiden Länder einen alleinigen Einfluss auf einen künftigen, den Atlantik mit dem Pazifik verbindenden Kanal haben soll, sie vielmehr seine Neutralität schützen wollen.

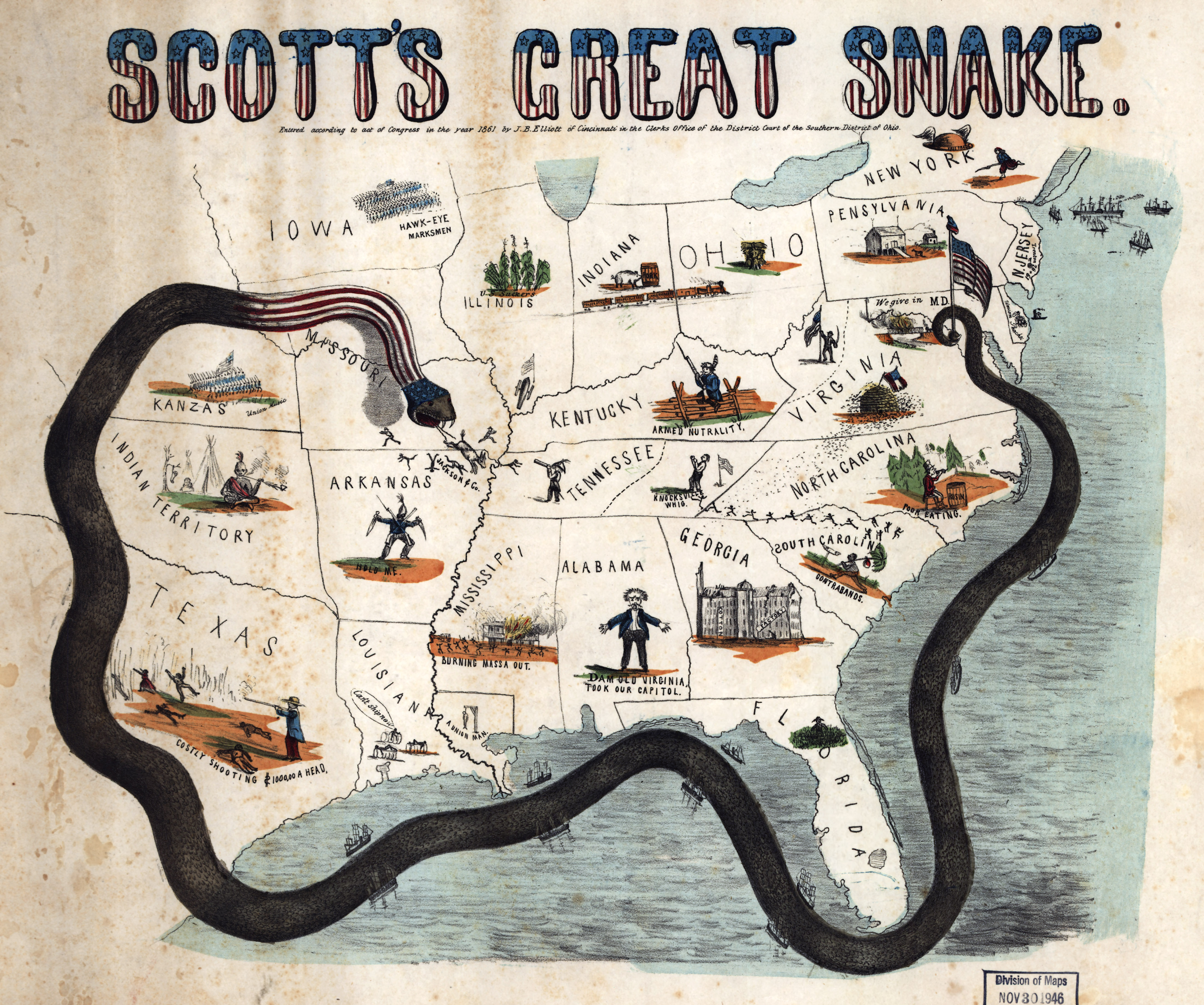
1861: Karikatur auf Scotts Anakonda-Plan

- 1861: Abraham Lincoln, Präsident der Vereinigten Staaten, verhängt im vor wenigen Tagen angebrochenen Sezessionskrieg eine Seeblockade gegen die Konföderierten Staaten von Amerika. Der von Winfield Scott erarbeitete Anakonda-Plan wird zu einer der erfolgreichsten Blockaden aller Zeiten.
- 1861: In der Stadt Baltimore kommt es zu gewalttätigen Ausschreitungen von Sympathisanten der Südstaaten gegen Truppen der Unionsregierung, die als Baltimore riot bekannt werden.
- 1875: Im Gebietsstreit zwischen Großbritannien und Portugal über den Besitz der ostafrikanischen Maputo-Bucht entscheidet der als Schiedsrichter fungierende französische Staatspräsident Patrice de Mac-Mahon zugunsten der portugiesischen Seite.

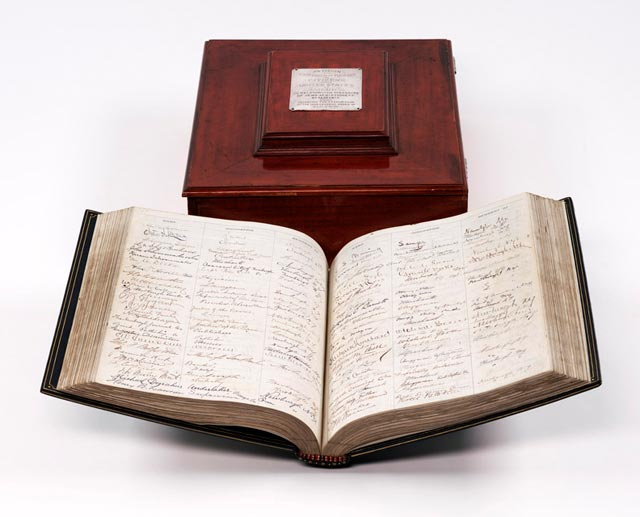
1903: Die Kishinev-Petition, ein Protest amerikanischer Juden gegen den Pogrom

- 1903: Das zweitägige Pogrom von Kischinjow im russischen Gouvernement Bessarabien beginnt. Am Ende des antisemitischen Mordens werden 49 Tote gezählt und große Sachschäden bilanziert.
- 1936: Der Tod von sechs protestierenden Arabern in Jaffa durch britische Polizisten gibt dem arabischen Aufstand gegen die britische Mandatsmacht Auftrieb.
- 1937: Während des Spanischen Bürgerkriegs dekretiert Francisco Franco die Vereinigung der revolutionären Organisationen Falange und JONS mit der carlistischen Comunión Tradicionalista zur Falange Española Tradicionalista y de las JONS. Das gilt als die Geburtsstunde des Franquismus.
- 1943: Organisiert von der ŻOB beginnt im Warschauer Ghetto unter der Leitung von Mordechaj Anielewicz der Aufstand im Warschauer Ghetto gegen die Fortsetzung der Deportationen von Juden in Vernichtungslager durch die deutschen Besatzer in Polen.
- 1943: Beim Überfall auf den 20. Deportationszug nach Auschwitz stoppen drei belgische Widerstandskämpfer den Deportationszug, der 1618 Juden aus dem SS-Sammellager Mecheln nach Auschwitz-Birkenau transportiert.
- 1943: Kurt Huber, bis zu seiner Verhaftung Professor für Musikwissenschaften und Psychologie an der Ludwig-Maximilians-Universität München, und die Studenten Alexander Schmorell und Willi Graf werden wegen ihrer Mitgliedschaft bei der Widerstandsgruppe Weiße Rose vom Volksgerichtshof unter Roland Freisler zum Tode verurteilt.
- 1943: Der sowjetische Nachrichtendienst SMERSch wird vom Innenministerium der UdSSR gegründet. Über seine Hauptaufgabe der Spionageabwehr hinaus stellt der Dienst auch durch Flucht heimkehrenden Sowjetsoldaten, die des Verrats und der Fahnenflucht verdächtigt werden, nach.
- 1960: In Südkorea beginnen landesweite Demonstrationen gegen Präsident Rhee Syng-man, die am 26. April zu dessen Rücktritt nach vier Amtszeiten führen.

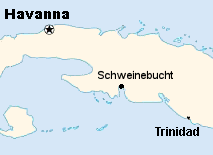
1961: Invasion in der Schweinebucht

- 1961: Die von den USA unterstützte Invasion in der Schweinebucht in Kuba endet nach nur zwei Tagen in einer vollständigen Niederlage der exil-kubanischen Truppen.
- 1971: Das seit zehn Jahren von Großbritannien unabhängige Sierra Leone wird durch eine Verfassungsänderung unter Premierminister Siaka Stevens zur Republik.
- 1972: Eine Großrazzia der Berliner Polizei führt zur Räumung des ehemals besetzten Georg-von-Rauch-Hauses. Rio Reiser besingt diese Polizeiaktion später im Rauch-Haus-Song der Band Ton Steine Scherben.
- 1984: Advance Australia Fair wird zu Australiens Nationalhymne erklärt.

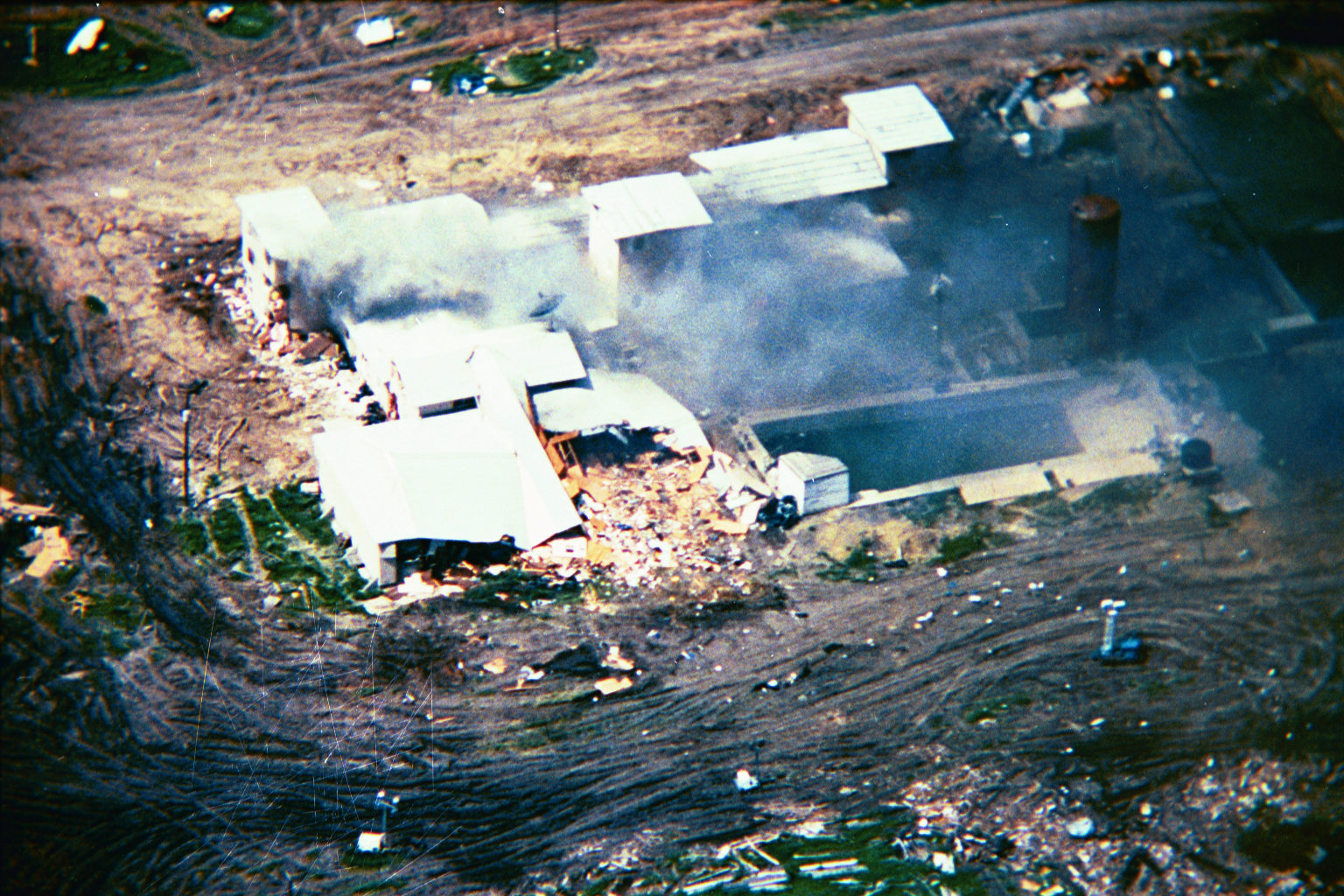
1993: Mount Carmel während der Erstürmung

- 1993: US-Bundesbehörden stürmen eine Ranch in Waco, Texas, um militante Sektenmitglieder der Davidianer unter der Führung von David Koresh zu verhaften. Dabei bricht ein schwerer Brand aus, der 82 der 87 im Gebäude befindlichen Sektenmitglieder tötet.

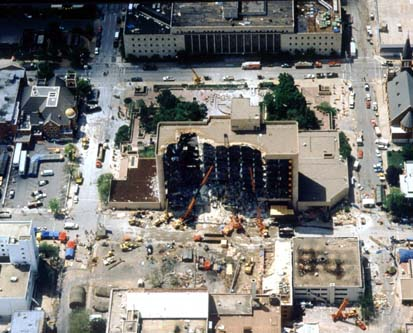
1995: Das Murrah Federal Building nach dem Anschlag

- 1995: Bei einem Bombenanschlag auf das Murrah Federal Building in Oklahoma City werden 168 Menschen getötet. Als Motiv nennt der Attentäter Timothy McVeigh unter anderem Rache für die Ereignisse in Waco exakt zwei Jahre zuvor.
- 1998: Bei der Wahl zum österreichischen Bundespräsidenten wird Thomas Klestil vom österreichischen Wahlvolk mit 63,4 % der Stimmen wiedergewählt.
- 1999: Das Reichstagsgebäude in Berlin wird Sitz des Deutschen Bundestags. Am gleichen Tag wird das Leo-Baeck-Haus, die vormalige Hochschule für die Wissenschaft des Judentums, als Sitz des Zentralrats der Juden in Deutschland eröffnet.
- 2018: General Eberhard Zorn wird in Berlin in sein Amt als 16. Generalinspekteur der Bundeswehr eingeführt.

### Wirtschaft

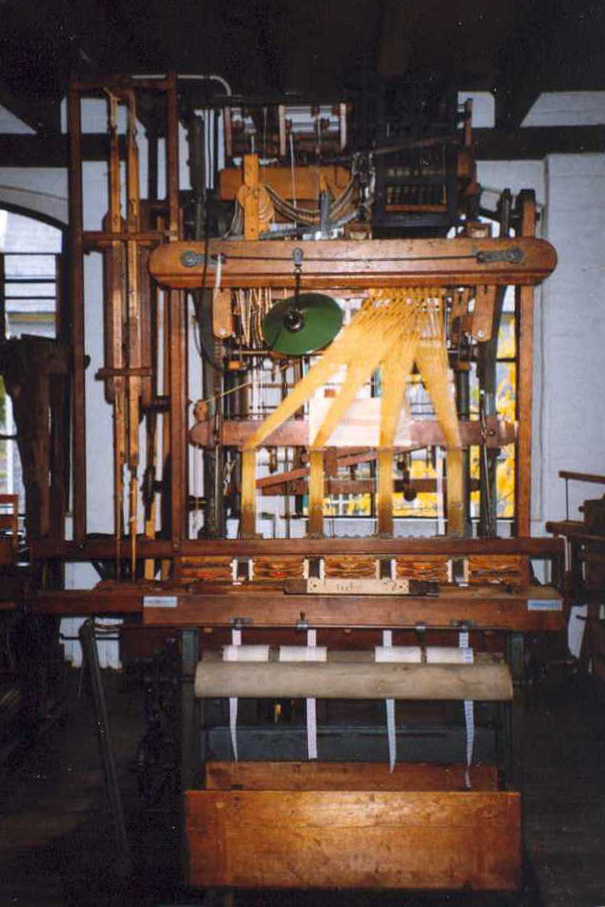
1805: Die Jacquard-Webmaschine

- 1805: Die von Joseph-Marie Jacquard verbesserte Webmaschine, der so genannte Jacquardwebstuhl, lässt das automatisierte Weben groß gemusterter Stoffe zu.
- 1909: Jean Rech aus Mehlem erhält ein deutsches Patent auf das von ihm erfundene Amphibienfahrzeug.
- 2011: Der im Aufwind befindliche Goldpreis überschreitet im Handel an der New York Mercantile Exchange erstmals die Marke von 1.500 US-Dollar pro Unze Feingold.

### Wissenschaft und Technik
- 1943: Der Schweizer Chemiker Albert Hofmann testet das von ihm entdeckte LSD erstmals bewusst im Selbstversuch. Der Jahrestag wird in der Popkultur als „Fahrradtag“ (Bicycle Day) gefeiert, da Hofmann am Beginn seines Rauscherlebnisses mit dem Fahrrad nach Hause fuhr.
- 1961: Kernenergie in Taiwan: Der Tsing-Hua-Schwimmbadreaktor (THOR), ein Forschungsreaktor, wird als erster taiwanischer Reaktor kritisch.
- 1965: Gordon Moore veröffentlicht in der Zeitschrift Electronics seine später als Mooresches Gesetz bekannte Beobachtung, dass die Komplexität der jeweils modernsten integrierten Schaltkreise exponentiell anwächst.

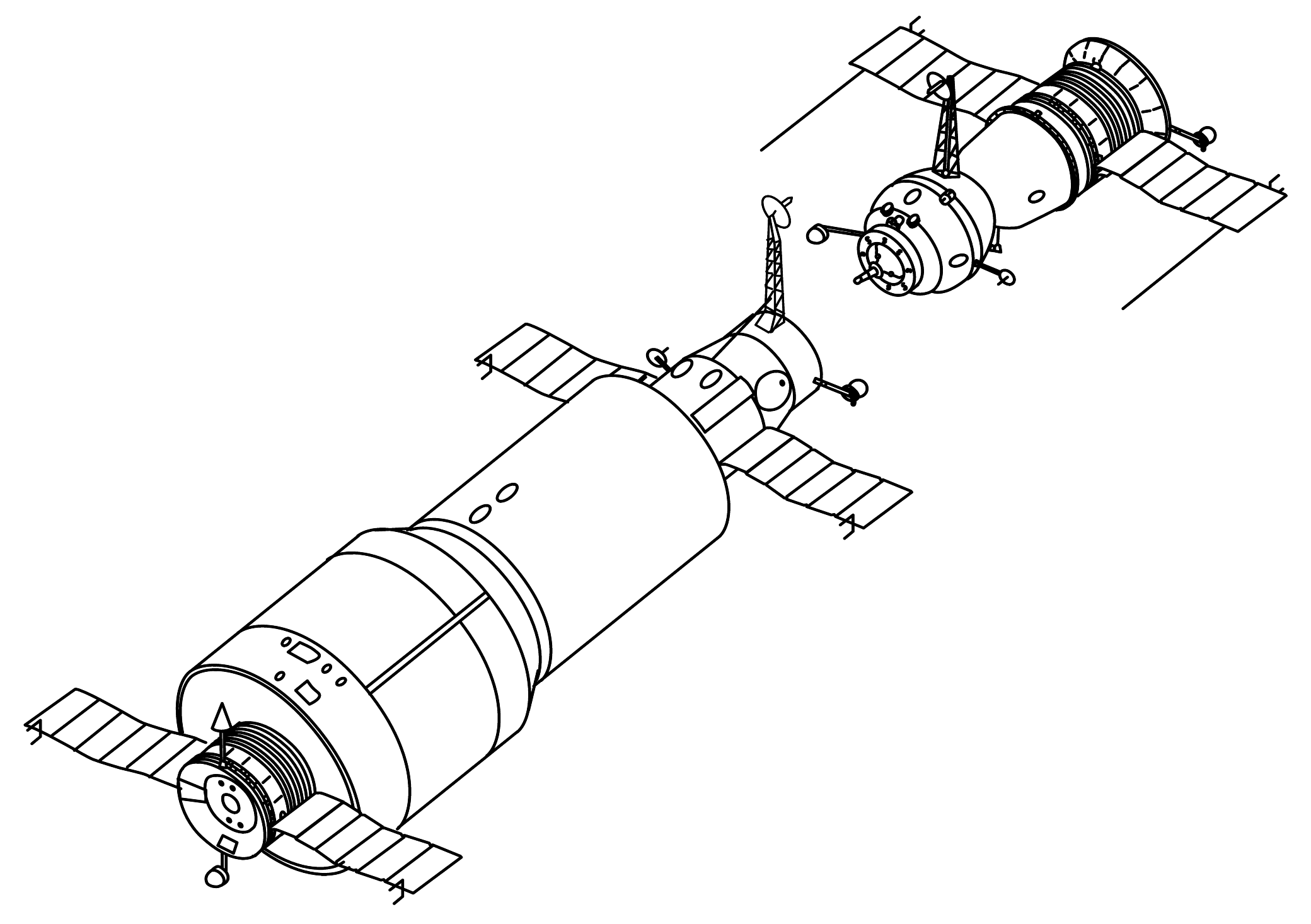
1971: Saljut 1 (links) mit Sojus-Raumschiff

- 1971: Die Sowjetunion startet mit der Saljut 1 die erste Raumstation. Nach einer Nutzungszeit von 123 Tagen verglüht sie am 11. Oktober.
- 1975: Der Indian Space Research Organisation gelingt der Start des ersten indischen Satelliten Aryabhata, der allerdings noch mit Hilfe sowjetischer Trägertechnologie ins All geschickt wird.
- 2006: Auf dem Flugplatz Hamburg-Finkenwerder wird nach der Aufhebung des Baustopps der erste Spatenstich für die Landebahnverlängerung um 589 m nach Süden gesetzt. Die Verlängerung macht die regelmäßige Landung des Airbus A380 möglich.

### Kultur
- 1720: Die Uraufführung des musikalischen Dramas Caio Gracco von Leonardo Leo findet im Palazzo Reale in Neapel statt.
- 1774: Die Oper Iphigénie en Aulide von Christoph Willibald Gluck wird an der Académie Royale in Paris unter der Leitung des Komponisten uraufgeführt.
- 1858: Die Uraufführung der einaktigen Operette La chatte métamorphosée en femme (Die verwandelte Katze) von Jacques Offenbach mit dem Libretto von Eugène Scribe erfolgt am Théâtre des Bouffes-Parisiens in Paris.
- 1936: Das Violinkonzert von Alban Berg wird nach dem Tod des Komponisten unter der Leitung von Hermann Scherchen auf dem Musikfest im Palau de la Música Catalana in Barcelona uraufgeführt.
- 1941: Bertolt Brechts Drama Mutter Courage und ihre Kinder wird am Schauspielhaus Zürich uraufgeführt. Der Stoff des Epischen Theaterstücks stammt aus dem Schelmenroman Trutz Simplex oder Lebensbeschreibung der Ertzbetrügerin und Landstörtzerin Courasche von Hans Jakob Christoffel von Grimmelshausen.
- 1945: Das Musical Carousel, die musikalische Umsetzung des Bühnenstücks Liliom von Ferenc Molnár durch Richard Rodgers mit Texten von Oscar Hammerstein, wird am Majestic Theatre in New York uraufgeführt.
- 1947: Die Oper Veronica von Rafael Kubelík hat ihre Uraufführung in Brünn.
- 1951: Günter Eichs Hörspiel Träume wird auf NWDR 1 uraufgeführt.
- 1966: Die Erstausstrahlung der Satire Das Bohrloch oder Bayern ist nicht Texas im Deutschen Fernsehen ruft teilweise Empörung hervor.

1987: The Simpsons

- 1987: Die von Matt Groening geschaffenen Zeichentrickfiguren der Familie Simpson haben in einem Kurzfilm in der Tracey Ullman Show ihren ersten Auftritt im Fernsehen. Später entsteht um diese Figuren die Serie Die Simpsons.
- 1988: Die US-amerikanische Band Public Enemy veröffentlicht ihr Album It Takes a Nation of Millions to Hold Us Back, das zu einem der meistverkauften Rap-Alben aller Zeiten wird.

### Gesellschaft
- 1770: Marie Antoinette wird in der Wiener Augustinerkirche per procurationem mit dem Dauphin Louis-Auguste vermählt und beginnt zwei Tage später ihre Brautfahrt nach Versailles.
- 1912: Vor einem Komitee des US-amerikanischen Senats beginnen die Untersuchungen zum Untergang der Titanic. Bis zum 25. Mai werden mehr als 80 Zeugen zu der Schiffskatastrophe befragt.
- 1956: Die US-amerikanische Schauspielerin Grace Kelly heiratet in der Saint Nicolas-Kathedrale in Monaco Fürst Rainier III. von Monaco.

### Religion

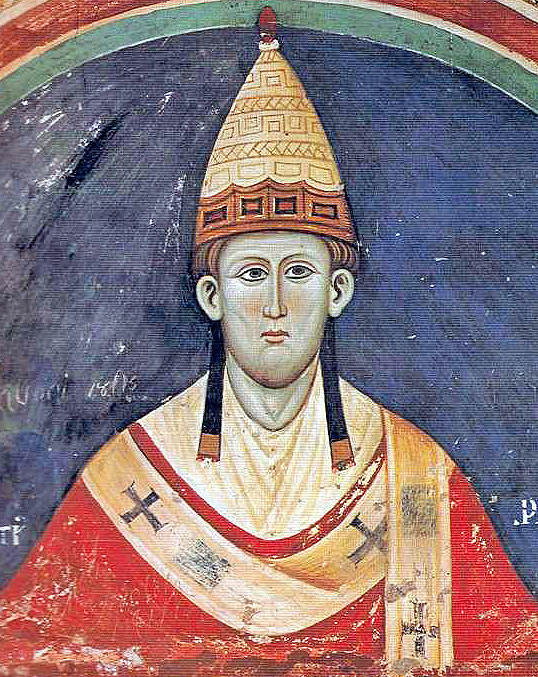
1213: Innozenz III.

- 1213: Papst Innozenz III. beruft ein Konzil ein. Es findet als Viertes Laterankonzil im November 1215 statt.
- 2005: Der deutsche Kardinal Joseph Ratzinger wird im Alter von 78 Jahren vom Konklave zum Papst gewählt. Der erste deutschstämmige Papst seit fast 500 Jahren gibt sich den Namen Benedikt XVI. Die Sedisvakanz nach dem Tod von Johannes Paul II. ist nach 17 Tagen beendet. Das Ergebnis wird vom Kardinalprotodiakon Jorge Arturo Medina Estévez bekannt gegeben.

### Katastrophen
- 1689: Bei einer Opernaufführung im Theater des dänischen Schlosses Amalienborg entzündet sich die Dekoration. Das Theater und das Schloss, auf das die Flammen übergreifen, werden beim Brand zerstört. 171 Menschen sterben, unter ihnen der Komponist Johan Lorentz.
- 1902: Ein Erdbeben der Stärke 7,5 in Guatemala, Mittelamerika, fordert etwa 2.000 Tote.

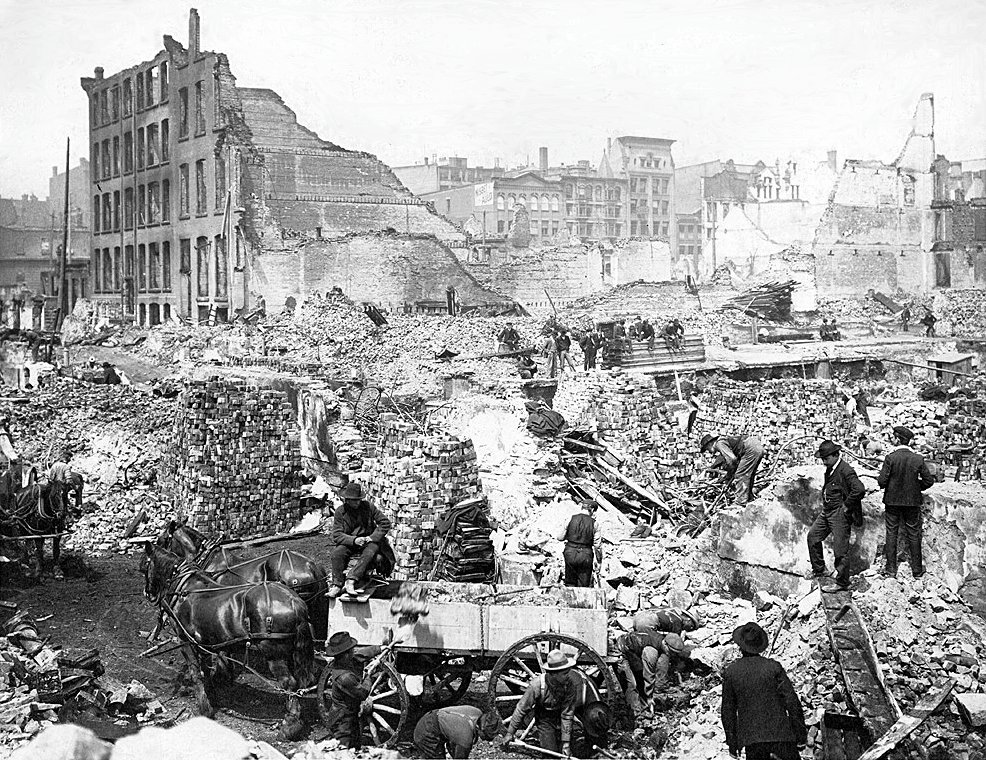
1904: Toronto nach dem Großen Feuer

- 1904: Die Stadt Toronto wird durch ein neun Stunden wütendes Feuer erheblich geschädigt. 104 Gebäude werden dadurch zerstört, der Gesamtschaden beträgt 10 Millionen kanadische Dollar, doch kommt niemand zu Tode.

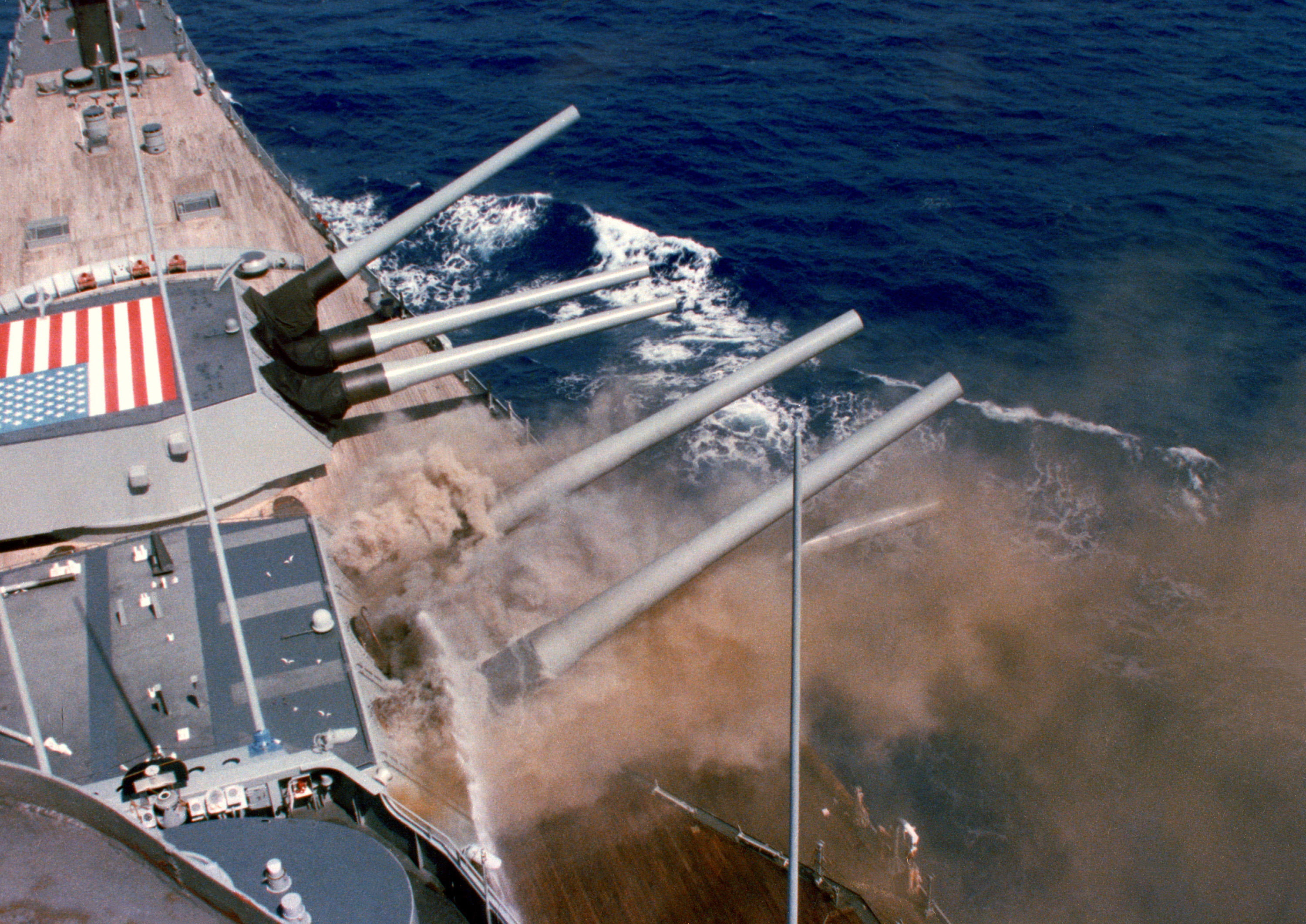
1989: Explosion des Geschützturms

- 1989: Auf dem Schlachtschiff Iowa ereignet sich beim Übungsschießen ein schwerer Unfall im zweiten vorderen Geschützturm, wobei dieser explodiert und 47 Seeleute den Tod finden.
- 2000: Eine Boeing 737-200 der Philippine Airlines stürzt während des Landeanflugs auf die philippinische Insel Samal ab. Alle 131 Personen an Bord sterben.
- 2015: Bei einem Schiffsunglück im Mittelmeer sterben in der Nacht vom 18. auf den 19. April bis zu 800 Flüchtlinge, die auf dem Weg von Libyen nach Italien waren.

Kleinere Unglücksfälle sind in den Unterartikeln von Katastrophe und in der Liste von Katastrophen aufgeführt.

### Sport
- 1879: Der FC St. Gallen, der nach dem Lausanne Football and Cricket Club zweitälteste Fußballklub des europäischen Festlandes und älteste noch existierende Fußballklub der Schweiz, wird gegründet.
- 1897: Der Boston-Marathon ist der erste außerhalb der Olympischen Spiele veranstaltete Marathonlauf im Sport. 15 Athleten gehen in Boston an den Start.

Einträge von Leichtathletik-Weltrekorden befinden sich unter der jeweiligen Disziplin unter Leichtathletik.

## Geboren

### Vor dem 18. Jahrhundert
- 0626: Eanflæd. northumbrische Königstochter und Königin, später Äbtissin von Whitby Abbey
- 1452: Friedrich I., Herrscher von Neapel
- 1458: Alessandro Cinuzzi, italienischer Page
- 1483: Paolo Giovio, italienischer Schriftsteller
- 1501: Erasmus Sarcerius, lutherischer Theologe und Reformator
- 1522: Joachim von Beust, deutscher Jurist
- 1598: Johann Crüger, deutscher Komponist bekannter Kirchenlieder
- 1603: Michel Le Tellier, französischer Staatsmann
- 1605: Orazio Benevoli, italienischer Kapellmeister und Komponist
- 1607: Valentin Thilo der Jüngere, deutscher lutherischer Theologe, Professor der Rhetorik und Kirchenlieddichter
- 1616: Ludwig IV., Herzog von Liegnitz
- 1633: Willem Drost, holländischer Maler (Taufdatum)
- 1635: Samuel Reyher, deutscher Mathematiker und Astronom

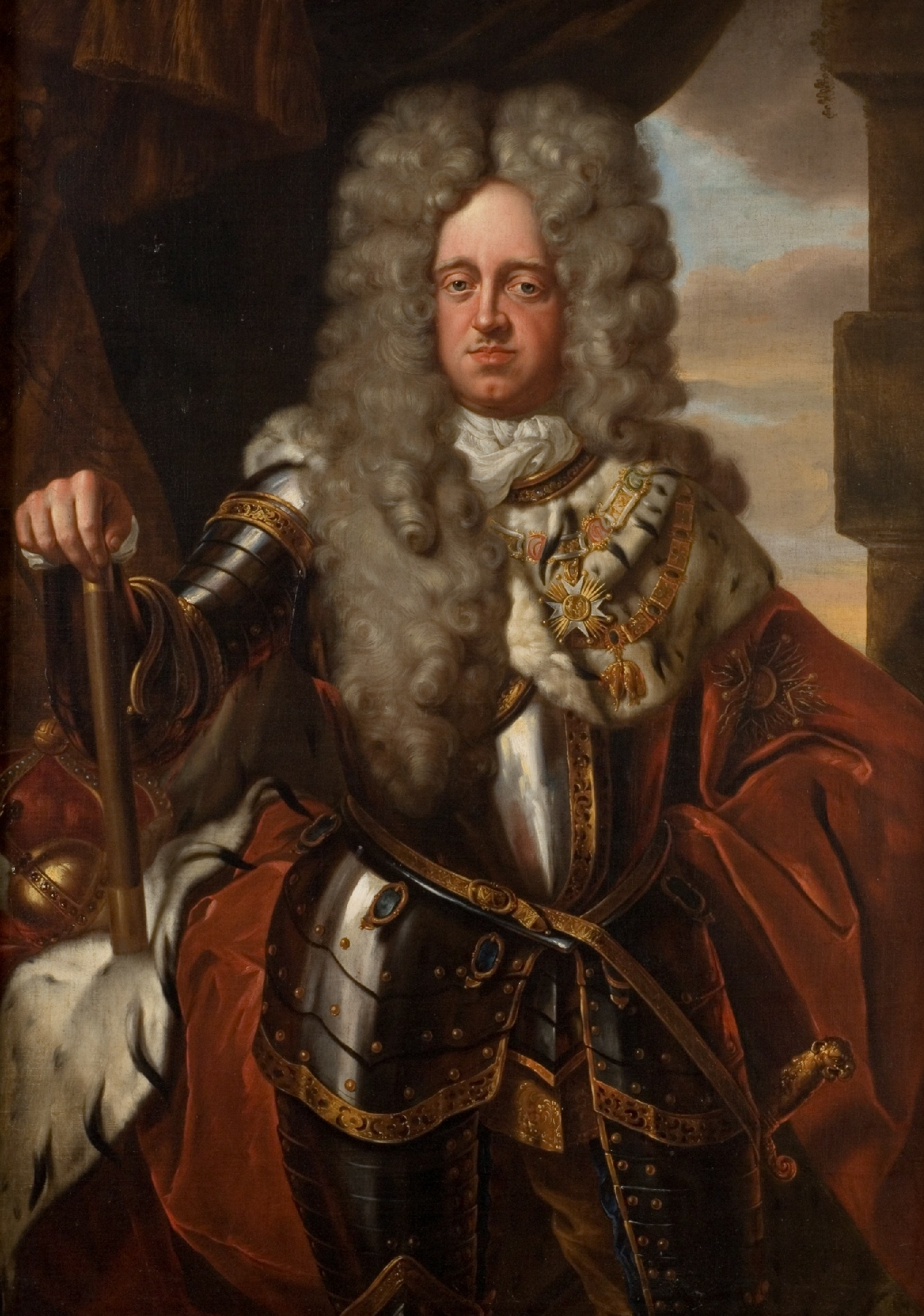
Johann Wilhelm (* 1658)

- 1658: Johann Wilhelm, Pfalzgraf und Herzog von Pfalz-Neuburg, Kurfürst von der Pfalz
- 1660: Sebastián Durón, spanischer Organist und Komponist
- 1666: Sarah Kemble Knight, englische Siedlerin in Neuengland und Schriftstellerin
- 1688: Ernst August I., Herzog von Sachsen-Weimar und Sachsen-Eisenach
- 1692: Wilhelm Ernst Starke, deutscher reformierter Theologe, Philologe und Kirchenlieddichter
- 1695: Georg Albrecht, Herzog von Sachsen-Weißenfels-Barby
- 1696: Franz Philipp von Wildenstein, Ritter des Deutschen Ordens
- 1697: Johann Georg Gerstlacher, deutscher Jesuit, Missionar in Mexiko und auf den Philippinen

### 18. Jahrhundert
- 1708: Zacharias Vogel, deutscher Arzt in Lübeck
- 1711: Jacob Engelbert Teschemacher, deutscher Orgelbauer
- 1715: James Nares, britischer Komponist und Organist
- 1721: Roger Sherman, Delegierter von Connecticut im Kontinentalkongress
- 1749: Ōta Nampo, japanischer Schriftsteller
- 1752: Friederike Brion, Geliebte von Johann Wolfgang von Goethe
- 1757: Edward Pellew, 1. Viscount Exmouth, britischer Admiral
- 1759: August Wilhelm Iffland, deutscher Schauspieler, Theaterdirektor und Dramatiker
- 1767: Martin von Hochmeister, Bürgermeister von Hermannstadt
- 1769: Johann Erdwin Christoph Ebermaier, deutscher Mediziner und Botaniker

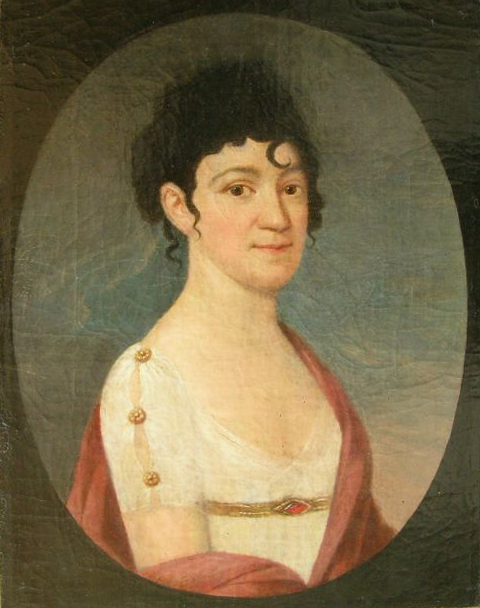
Therese von Artner (* 1772)

- 1772: Therese von Artner, österreichische Schriftstellerin
- 1772: Ludwig Adam Dieffenbach, deutscher evangelischer Theologe
- 1773: John Wayles Eppes, US-amerikanischer Politiker
- 1773: Josefa Ortiz de Domínguez, mexikanische Nationalheldin
- 1774: Johann Nepomuk von Schmiel, Schweizer Politiker und Offizier
- 1776: Wassili Michailowitsch Golownin, russischer Marineoffizier und Forschungsreisender
- 1777: Karl Wilhelm von Toll, russischer General baltendeutscher Herkunft
- 1791: William Orlando Butler, US-amerikanischer Politiker
- 1791: Ludwig Dankegott Cramer, deutscher evangelischer Geistlicher und Hochschullehrer
- 1792: Antoine Jean-Louis Galland, Schweizer evangelischer Geistlicher und Hochschullehrer
- 1793: Ferdinand I., Kaiser von Österreich
- 1795: Christian Gottfried Ehrenberg, deutscher Biologe und Zoologe
- 1796: Franz Anton von Gerstner, österreichischer Ingenieur und Eisenbahnpionier
- 1798: Franz Gläser, deutscher Opernkomponist und Kapellmeister
- 1798: Heinrich Maria von Hess, deutscher Maler

### 19. Jahrhundert

#### 1801–1850
- 1801: Gustav Theodor Fechner, deutscher Physiker und Philosoph
- 1807: Jules André, französischer Maler
- 1809: Emil Braun, deutscher Archäologe
- 1811: Heinrich von Drasche-Wartinberg, österreichischer Unternehmer
- 1811: Per Arvid Säve, schwedisch-gotländischer Lehrer, Volkskundler und Maler
- 1812: Joachim Marquardt, deutscher Gymnasiallehrer und Historiker
- 1814: Amédée Achard, französischer Schriftsteller
- 1815: Daniel Bashiel Warner, Präsident von Liberia
- 1816: Joseph-Maurice Exelmans, französischer Admiral
- 1819ː Frances Parthenope Verney, britische Schriftstellerin und Journalistin
- 1819: Johann Jakob Stadler, Schweizer Landschaftsmaler
- 1824: Hermann von Schelling, deutscher Jurist und Politiker

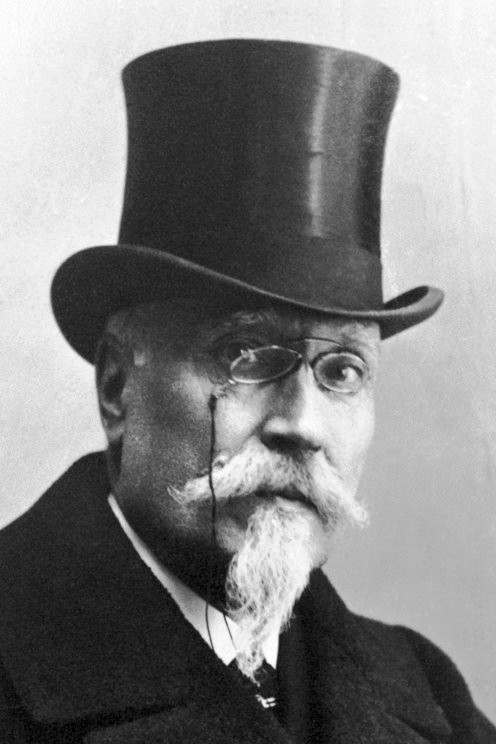
José Echgaray (* 1832)

- 1832: José Echegaray, spanischer Dramatiker und Politiker, Nobelpreisträger
- 1833: Wayne MacVeagh, US-amerikanischer Politiker
- 1835: Hermann Landois, deutscher Zoologieprofessor
- 1837: Hugo Sholto Oskar Georg von Douglas, deutscher Schriftsteller, Unternehmer und Politiker
- 1837: Wilhelm Hasenclever, deutscher Politiker, MdR
- 1840: August Ernst Rauschenbusch, deutscher Pädagoge und lutherischer Geistlicher
- 1843: Albert Hertel, deutscher Maler
- 1846: Ignaz Auer, deutscher Politiker
- 1846: Luis Jorge Fontana, argentinischer Militär, Politiker, Naturforscher und Schriftsteller
- 1847: Ferdinand Fellner der Jüngere, österreichischer Architekt
- 1847: Eva Gonzalès, französische Malerin des Impressionismus
- 1847: Hermann Rietschel, Begründer der Heizungs- und Klimatechnik
- 1850: Richard von Schubert, preußischer Offizier

#### 1851–1900
- 1854: Charles Angrand, französischer Maler
- 1854: Emma Pieczynska-Reichenbach, Schweizer Abolitionistin und Frauenrechtlerin
- 1858: Leopold Engel, deutscher Schauspieler und Okkultist, Neugründer der Illuminaten
- 1858: Siegfried Ochs, deutscher Chorleiter und Komponist

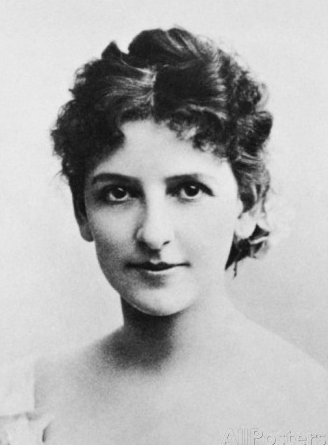
May Robson (* 1858)

- 1858: May Robson, US-amerikanische Schauspielerin
- 1863: Felix Michailowitsch Blumenfeld, russischer Komponist
- 1863: Zwetan Radoslawow, bulgarischer Komponist
- 1863ː Maria Tabitha Schaffner, Schweizer Frauenrechtlerin
- 1864: Liborius Gerstenberger, deutscher Geistlicher und Politiker
- 1864: Johannes Müller, deutscher protestantischer Theologe
- 1865: John Morrow, US-amerikanischer Politiker
- 1866: Henri Deterding, holländischer Unternehmer
- 1867: James Cullen, irischer Mathematiker
- 1868: Adolf Vinnen, deutscher Reeder, Unternehmensgründer und Politiker
- 1868: Max von Schillings, deutscher Komponist, Dirigent und Theaterintendant
- 1869: Ignatius Maloyan, armenisch-katholischer Erzbischof von Mardin

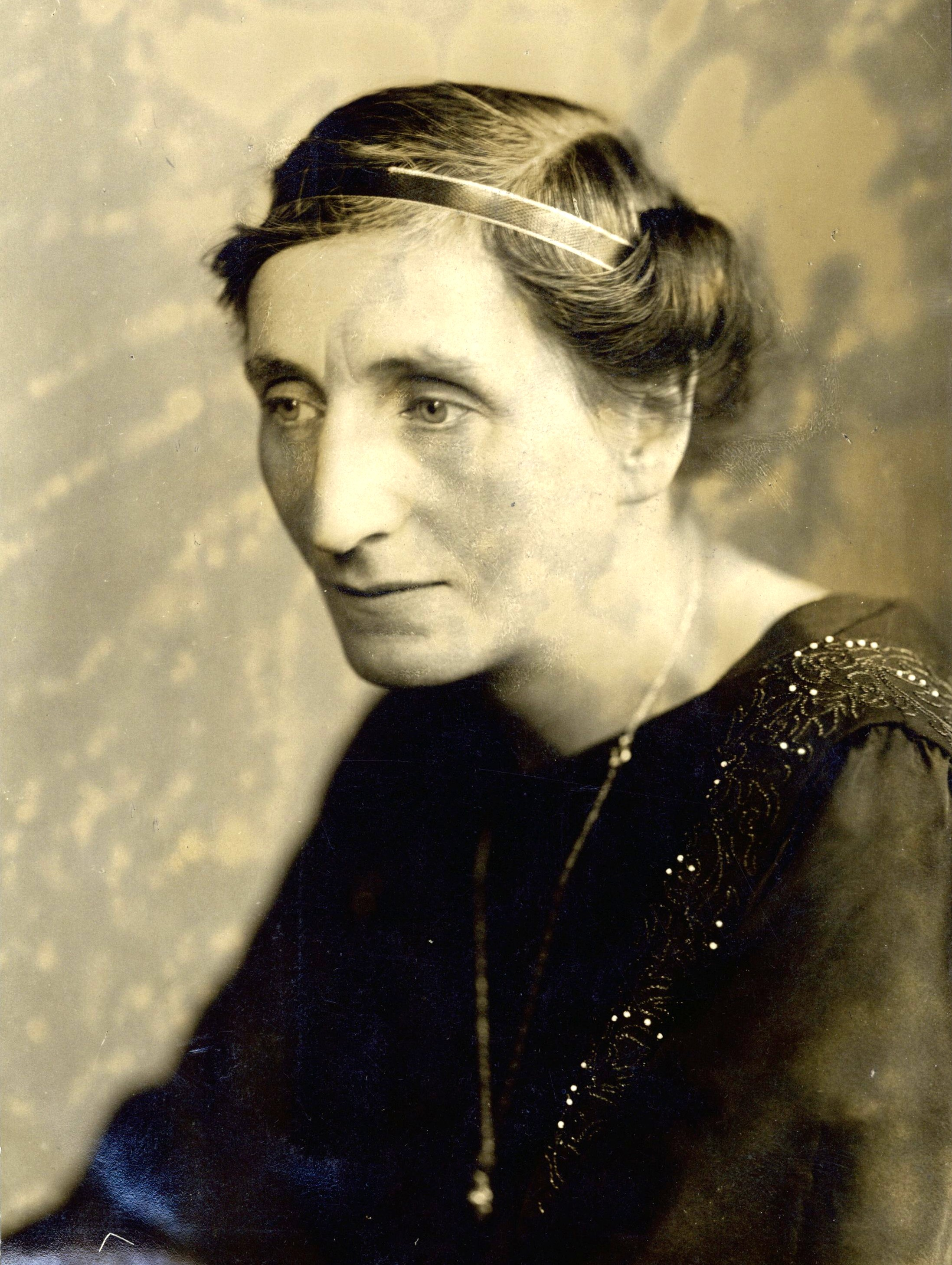
Alice Salomon (* 1872)

- 1872: Alice Salomon, liberale Sozialreformerin in der deutschen Frauenbewegung
- 1873: Alexander Dominicus, deutscher Jurist, Verwaltungsbeamter und Politiker, preußischer Minister
- 1873: Alexander Dobrschanski, russischer Sportschütze
- 1874: Ernst Rüdin, Schweizer Arzt, Psychiater und Rassenhygieniker
- 1876: Lilly Braumann-Honsell, deutsche Autorin
- 1876: Heinrich zu Mecklenburg, deutscher Adeliger
- 1877: Alice Neven DuMont, deutsche Frauenrechtlerin, Lokal- und Sozialpolitikerin
- 1879: Paul Koschaker, österreichischer Jurist
- 1879: Richard Scheibe, deutscher Bildhauer
- 1880: Jewgeni Jewgenjewitsch Sluzki, sowjetischer mathematischer Statistiker und Ökonom
- 1881: Hans Löscher, deutscher Schriftsteller und Pädagoge
- 1881: William von Simpson, deutscher Schriftsteller
- 1882: William Palmer, britischer Geher
- 1882: Hans Stilp, österreichischer Komponist

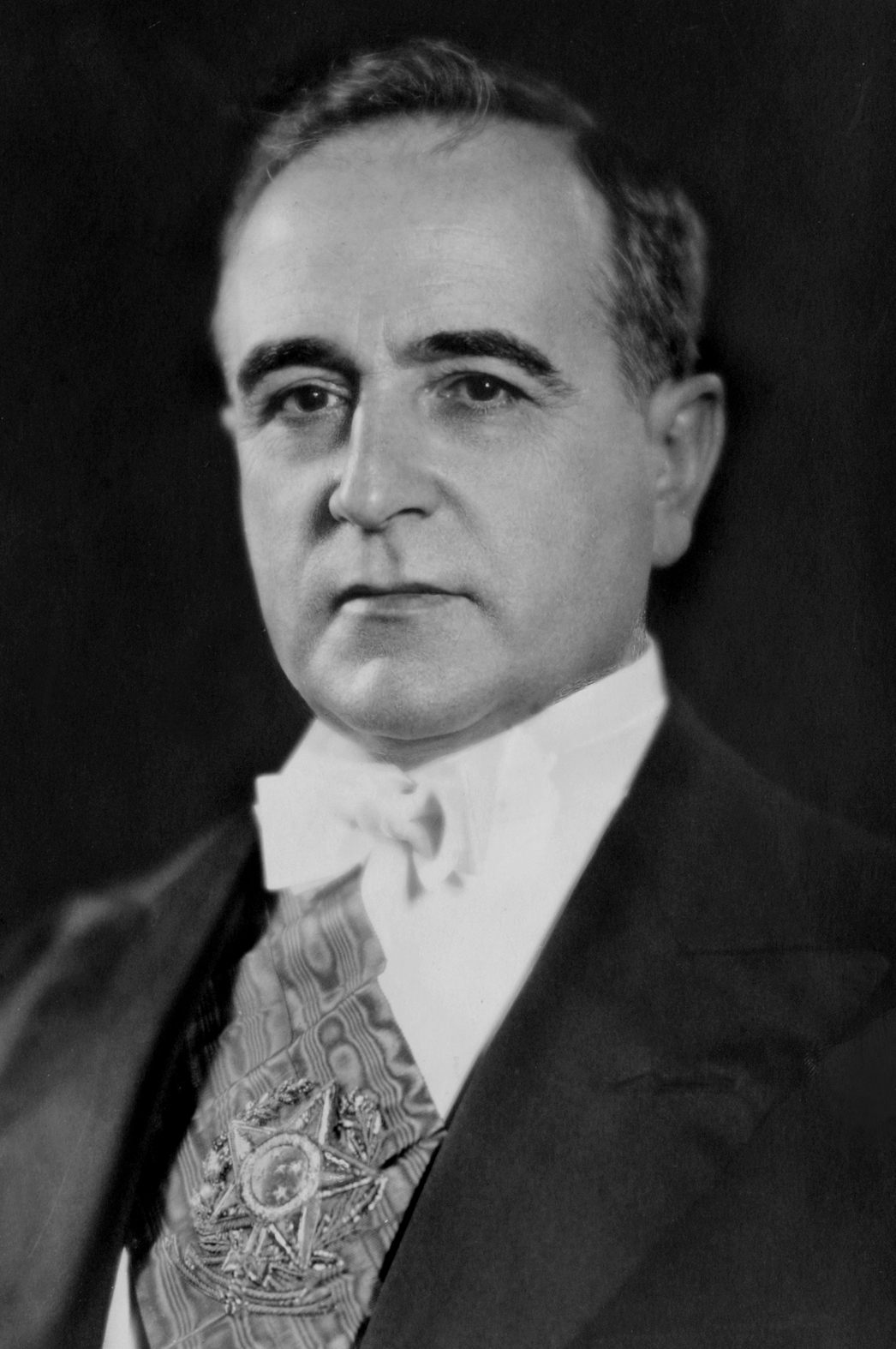
Getúlio Dornelles Vargas (* 1882)

- 1882: Getúlio Vargas, Präsident von Brasilien
- 1883: Hans Burgeff, deutscher Botaniker und Universitätsprofessor
- 1883: Richard von Mises, österreichischer Mathematiker
- 1886: Louis Ruyter Radcliffe Grote, deutscher Arzt
- 1886: Manuel Bandeira, brasilianischer Lyriker
- 1887: Marie Arning, deutsche Politikerin
- 1887: Juri Fjodorowitsch Laptschinski, sowjetisch-ukrainischer Politiker und Diplomat, einer der Gründer und Führer des ukrainischen Nationalkommunismus
- 1888: Elias Aslaksen, norwegischer Prediger
- 1888: Oswald Menghin, österreichischer Universitätsprofessor, Prähistoriker und Unterrichtsminister
- 1889: Marguerite Mareuse, französische Automobilrennfahrerin
- 1889: Joe Dawson, US-amerikanischer Automobilrennfahrer

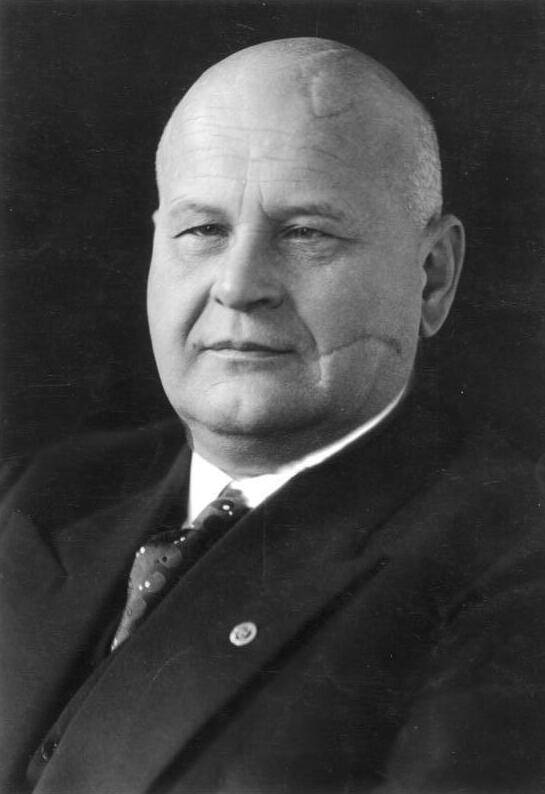
Otto Georg Thierack (* 1889)

- 1889: Otto Georg Thierack, deutscher Politiker, Reichsjustizminister
- 1891: Henrik Adam Due, norwegischer Geiger und Musikpädagoge
- 1891: Emil Rauchmaul; ungarischer Fußballspieler und -trainer
- 1891: Ludwig Thoma, deutscher Kommunalpolitiker
- 1892: Germaine Tailleferre, französische Komponistin
- 1893: Friedrich Leesemann, deutscher General
- 1894: Anton Schütz, deutsch-amerikanischer Künstler, Autor und Verleger
- 1895: Anton Franciscus Pieck, niederländischer Maler, Zeichner und Grafiker
- 1895: Herman Roosdorp, niederländisch-belgischer Automobilrennfahrer
- 1896: Esteban Canal, peruanischer Schach-Großmeister
- 1896: Hugo Herrmann, deutscher Komponist, Organist und Chorleiter
- 1897: Bruno Diekmann, Ministerpräsident des Landes Schleswig-Holstein
- 1897: Kay Swift, US-amerikanische Komponistin
- 1898: Constance Talmadge, US-amerikanische Schauspielerin
- 1899: Robert Lusser, deutscher Ingenieur
- 1900: Richard Hughes, britischer Schriftsteller
- 1900: Alexander Lukitsch Ptuschko, sowjetischer Filmregisseur

### 20. Jahrhundert

#### 1901–1925
- 1901: Hans Humpert, deutscher Komponist und Musikpädagoge
- 1901: Rose Oehmichen, deutsche Schauspielerin, Mitgründerin der Augsburger Puppenkiste
- 1902: Paul Collart, Schweizer Archäologe
- 1902: Weniamin Alexandrowitsch Kawerin, russischer Schriftsteller
- 1903: Walter Ackermann, Schweizer Pilot und Schriftsteller
- 1903: Howard E. Armstrong, US-amerikanischer Anwalt und Politiker, Secretary of State von Vermont

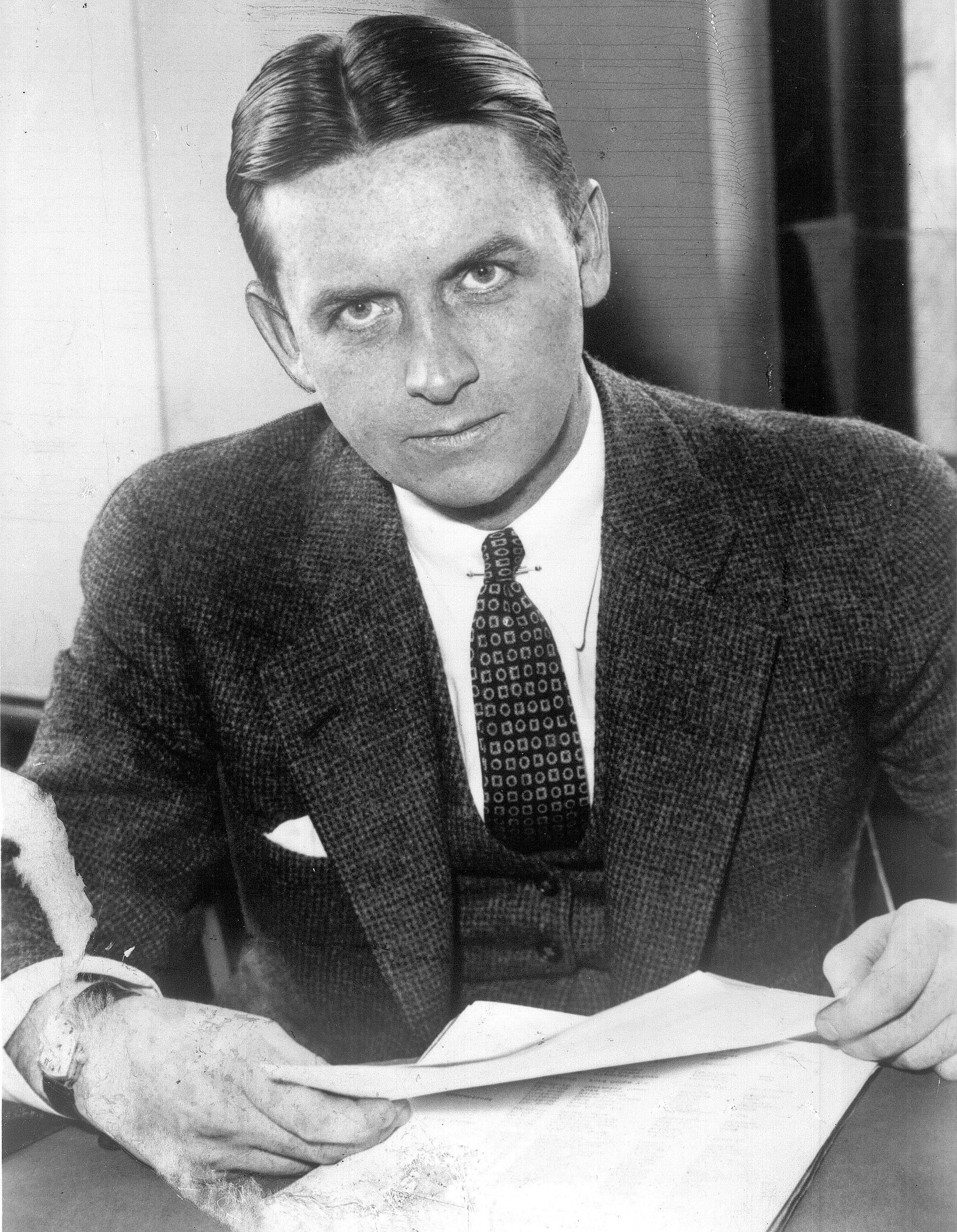
Eliot Ness (* 1903)

- 1903: Eliot Ness, US-amerikanischer Finanzbeamter und Prohibitionsagent
- 1903: Lotte Ulbricht, deutsche Parteifunktionärin, Ehefrau von Walter Ulbricht
- 1905: John Niemann, deutscher Schachkomponist
- 1906: Luis Alberti, dominikanischer Merenguekomponist
- 1906: Alois Brems, deutscher Geistlicher, Bischof von Eichstätt
- 1906: Ludwig Claussen, deutscher Politiker, MdL
- 1907: Lina Basquette, US-amerikanische Schauspielerin
- 1908: Joseph Keilberth, deutscher Konzert- und Operndirigent
- 1909: Conel Hugh O’Donel Alexander, irischer Schach- und Fernschachspieler, Internationaler Fernschachmeister
- 1909: Albert Schumburg, deutscher Schwimmer und Wasserballspieler
- 1911: Helmut Berthold, deutscher Feldhandballspieler, Olympiasieger
- 1911: Wilhelm Sold, deutscher Fußballspieler
- 1912: Gerhart Ziller, deutscher Widerstandskämpfer und Politiker, Landesminister, Minister in der DDR, Abgeordneter der Volkskammer
- 1912: Glenn T. Seaborg, US-amerikanischer Chemiker und Atomphysiker, Nobelpreisträger
- 1912: Rudolf Fischer, deutsch-schweizerischer Rennfahrer
- 1914: Ugo Poletti, italienischer Geistlicher, Erzbischof von Spoleto, Kardinal
- 1915: Dorian Le Gallienne, australischer Komponist
- 1916: Bruno Chizzo, italienischer Fußballspieler, Weltmeister

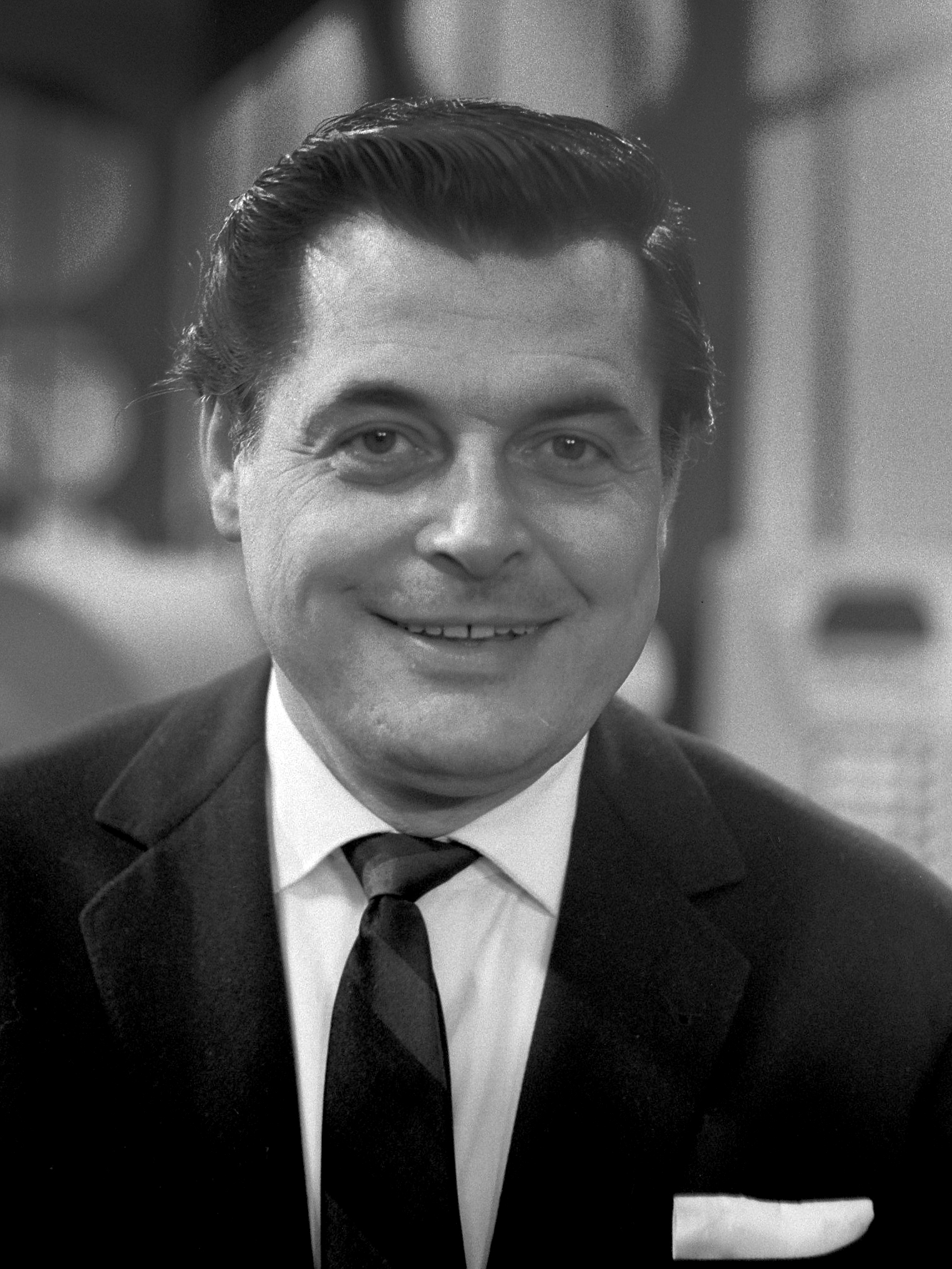
Gerhard Wendland (* 1916)

- 1916: Gerhard Wendland, deutscher Schlagersänger
- 1920: Kazimierz Smoleń, polnischer Widerstandskämpfer und KZ-Häftling, Mitbegründer und Leiter des Staatlichen Museums Auschwitz-Birkenau
- 1921: Jitzchak Nawon, israelischer Politiker, Staatspräsident
- 1921: Roberto Tucci, italienischer Geistlicher, Kardinal
- 1921: Hans Landauer, österreichischer Teilnehmer am Spanischen Bürgerkrieg, KZ-Häftling und Historiker
- 1921: Reece Shipley, US-amerikanischer Country-Musiker
- 1922: Werner Cyprys, deutscher Sänger, Komponist, Liedtexter und Musikproduzent
- 1922: Erich Hartmann, deutscher Luftwaffenoffizier und Jagdflieger
- 1922: Kuno Klötzer, deutscher Fußballtrainer
- 1924: Kawasaki Masaru, japanischer Komponist und Professor
- 1924: Werner Kohlmeyer, deutscher Fußballspieler, Weltmeister
- 1925: John Parlett, britischer Leichtathlet

#### 1926–1950
- 1926: Sonja Åkesson, schwedische Schriftstellerin und Künstlerin
- 1927: John Diercks, US-amerikanischer Komponist und Pianist
- 1927: Ernst Lange, deutscher protestantischer Theologe
- 1928: Helga Anschütz, deutsche Orientalistin, Geografin und Dozentin
- 1928: Karlheinz Kaske, deutscher Ingenieur, Vorsitzender von Siemens, Honorarprofessor

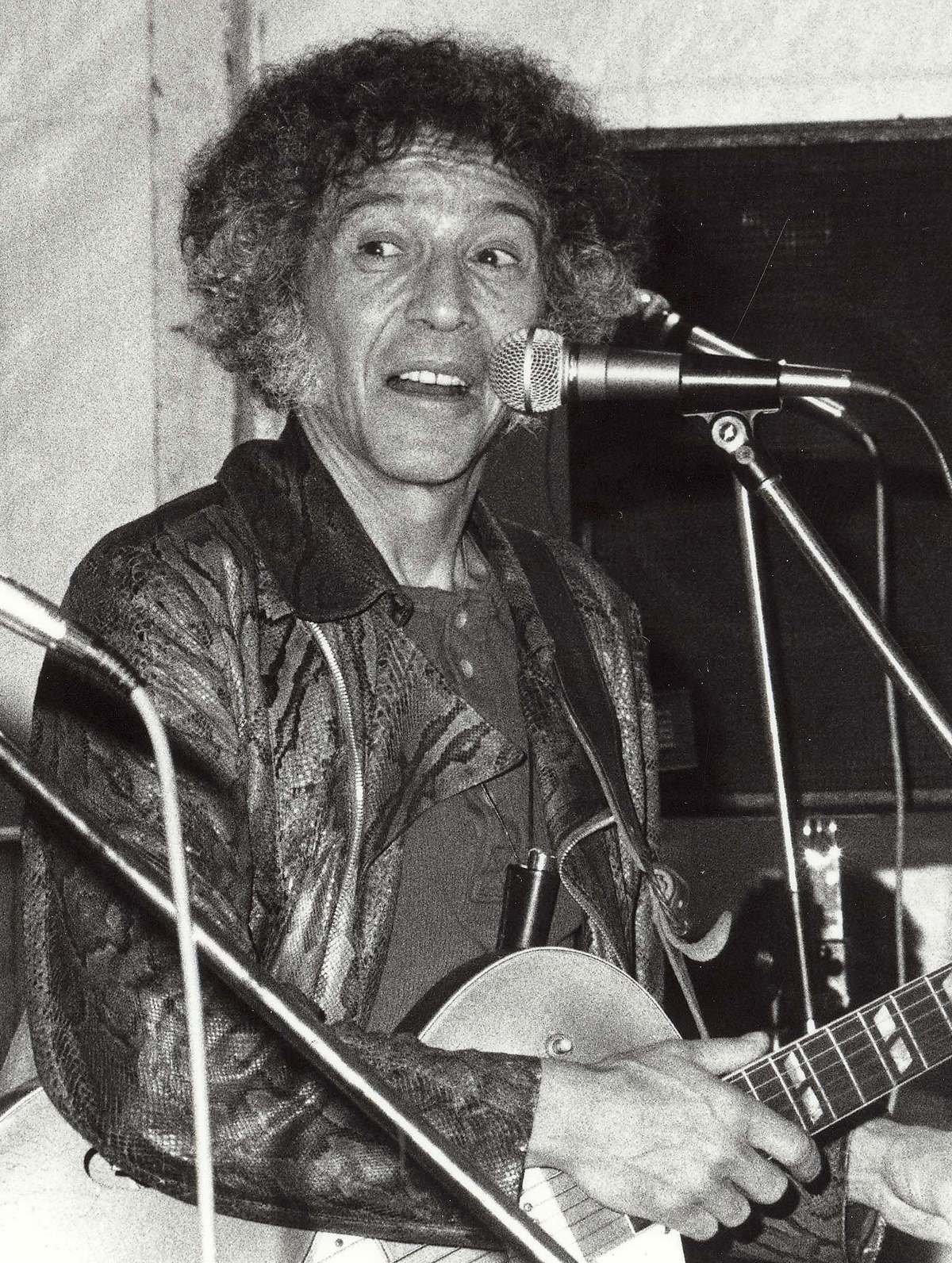
Alexis Korner (* 1928)

- 1928: Alexis Korner, englischer Blues-Musiker
- 1928: Angelo Marciani, italienischer Wasserballspieler
- 1928: Halvor Næs, norwegischer Skispringer
- 1929: Kyu-Myung Chung, koreanischer Physiker
- 1929: Edward Crook, US-amerikanischer Boxer
- 1929: Hans R. Beierlein, deutscher Medienmanager und Musikverleger
- 1929: Marco Richterich, Schweizer Kunstmaler
- 1930: Georg Denzler, deutscher katholischer Priester und Professor der Theologie
- 1930: Kurt Schmidtchen, deutscher Schauspieler
- 1931: José de Jesús Aguilera Rodríguez, mexikanischer Bischof
- 1931: Clement Athelston Arrindell, Politiker und Jurist aus St. Kitts und Nevis, Gouverneur, Generalgouverneur
- 1931: Frederick P. Brooks, US-amerikanischer Informatiker
- 1931: Friedrich Janke, deutscher Leichtathlet
- 1932: Andrea Mead-Lawrence, US-amerikanische Skifahrerin
- 1932: Fernando Botero, kolumbianischer Maler
- 1933: Jayne Mansfield, US-amerikanische Filmschauspielerin

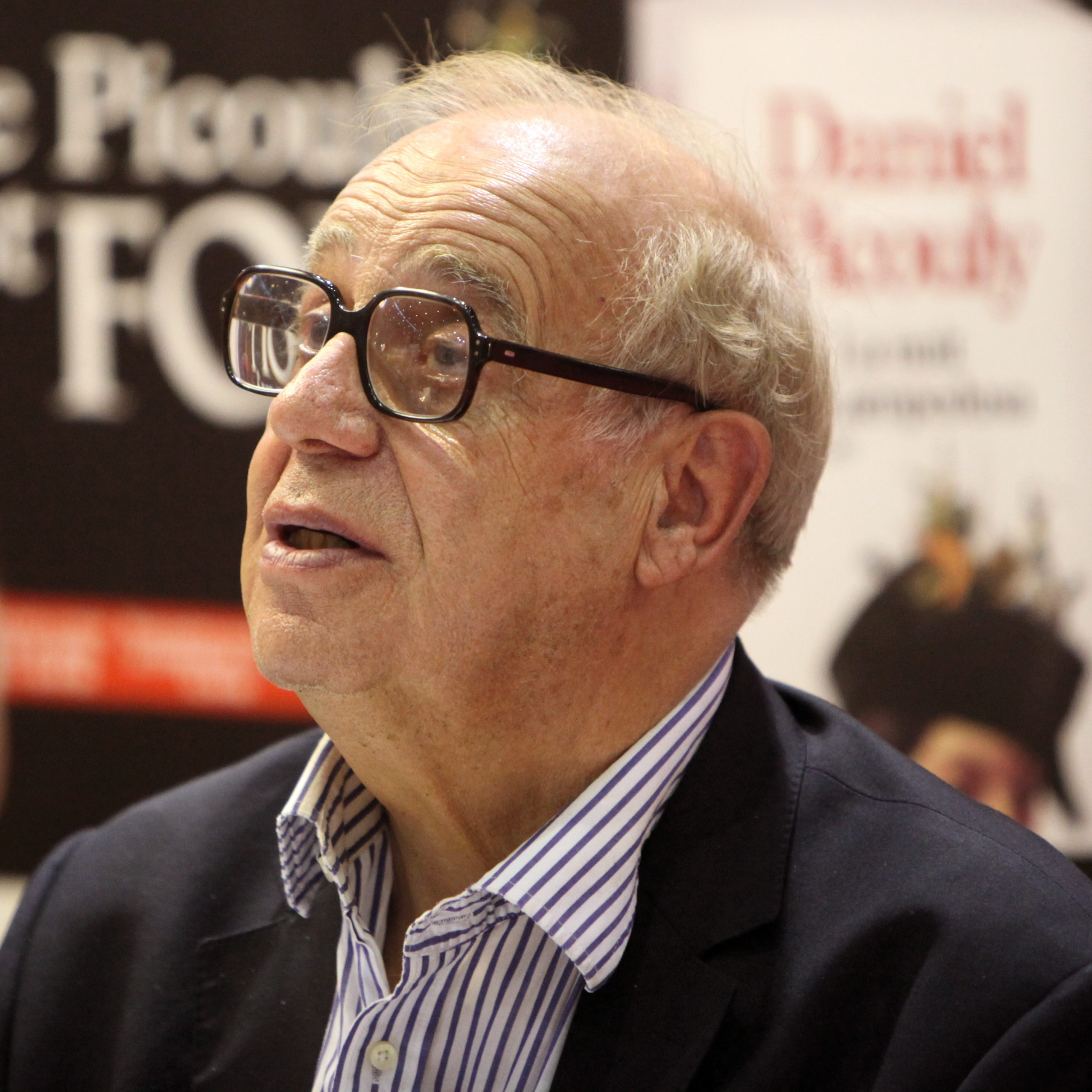
Jean Ziegler (* 1934)

- 1934: Jean Ziegler, Schweizer Soziologe, Politiker und Autor
- 1935: Dudley Moore, englischer Schauspieler und Komiker
- 1935: Eckhart Müller-Heydenreich, deutscher Rechtsanwalt
- 1935: Justin Francis Rigali, Erzbischof von Philadelphia und Kardinal
- 1935: Josef Vojta, tschechoslowakischer Fußballspieler
- 1936: Bernhard Klee, Dirigent und Pianist
- 1936: Wilfried Martens, belgischer Jurist, Politiker und Regierungschef
- 1937: Kaoru Shōji, japanischer Schriftsteller
- 1938: Katsuhito Asano, japanischer Politiker
- 1939: Peter Berthold, deutscher Biologe, Ethnologe und Zoologe
- 1939: Ali Chamenei, religiöser Führer des Iran
- 1939: Basil van Rooyen, südafrikanischer Automobilrennfahrer
- 1940: Kurt Ahrens, deutscher Automobilrennfahrer
- 1940: Werner Anzill, deutscher Fußballspieler
- 1940: Frank Davey, kanadischer Dichter, Schriftsteller und Hochschullehrer
- 1940: Otto Emersleben, deutscher Schriftsteller
- 1940: Peter Gabor, deutscher Fußballschiedsrichter
- 1940: Bernd Heinrich, US-amerikanisch-deutscher Biologe
- 1940: Erwin Kaldarasch, deutscher Handballspieler und -trainer
- 1940: Sydney Possuelo, brasilianischer Indianerschutz-Aktivist
- 1941: Edit Buchholz, deutsche Tischtennisspielerin
- 1941: Leopoldo Igarza, venezolanischer Komponist, Gitarrist und Musikpädagoge
- 1941: Jürgen Kocka, deutscher Sozialhistoriker
- 1942: Alan Price, britischer Musiker
- 1942: Bas Jan Ader, niederländischer Konzeptkünstler
- 1942: Arthur Bloom, US-amerikanischer Fernsehregisseur

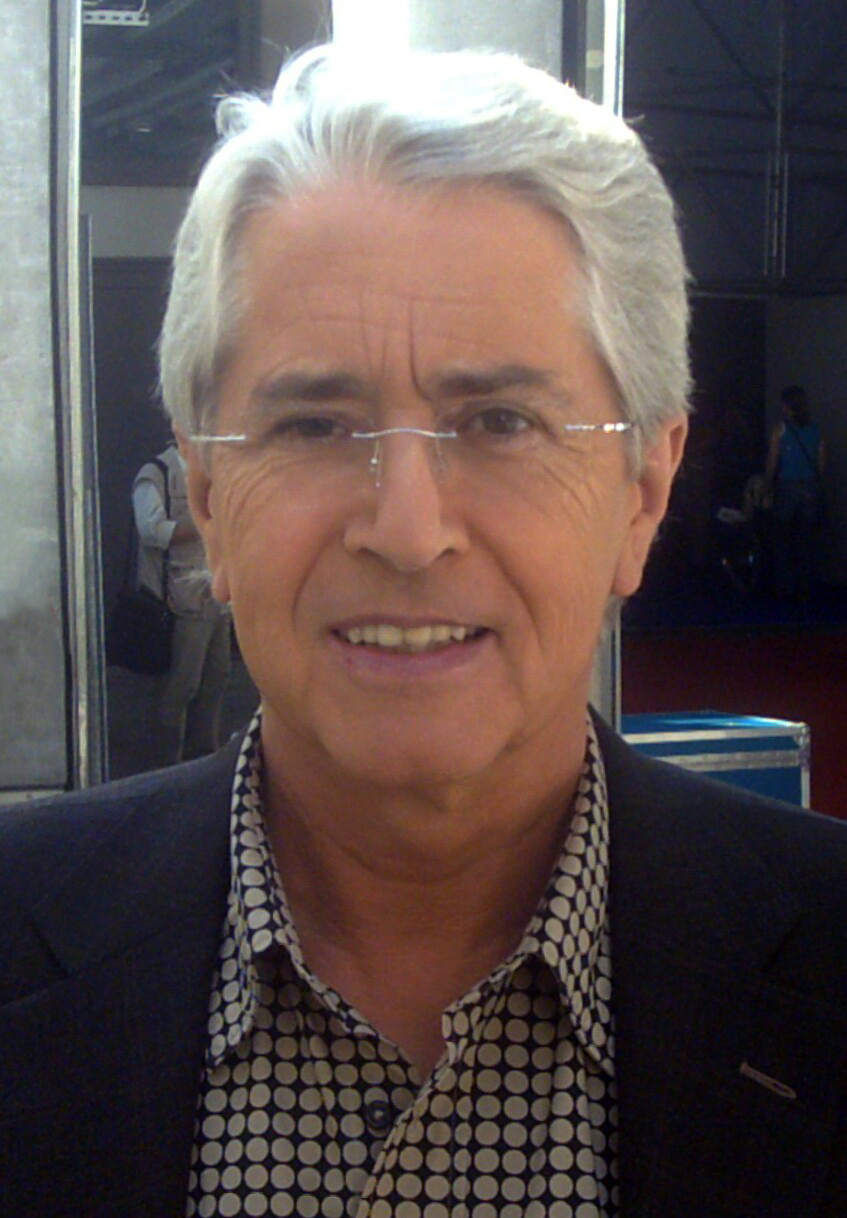
Frank Elstner (* 1942)

- 1942: Frank Elstner, deutscher Fernsehshowmaster
- 1942: Tilman Nagel, deutscher Islamwissenschaftler
- 1942: Robert Sund, schwedischer Chorleiter und Komponist
- 1943: Bela Toth, italienischer Schachspieler
- 1943: Claus Theo Gärtner, deutscher Schauspieler
- 1943: Gudrun Reinboth, deutsche Schriftstellerin
- 1943: Hilde De Ridder-Symoens, belgische Historikerin
- 1944: James Heckman, US-amerikanischer Ökonom, Nobelpreisträger
- 1944: Klaus Miebach, deutscher Jurist, Richter am Bundesgerichtshof
- 1944: Lothar Romain, deutscher Journalist und Kunstwissenschaftler
- 1944: Stefan Schütz, deutscher Schriftsteller
- 1944: Bernie Worrell, US-amerikanischer Musiker
- 1945: Eugenia del Pino, ecuadorianische Biologin
- 1945: Ferenc Vozar, deutscher Eishockeyspieler
- 1946: Duygu Asena, türkische Journalistin, Schriftstellerin und Frauenrechtlerin

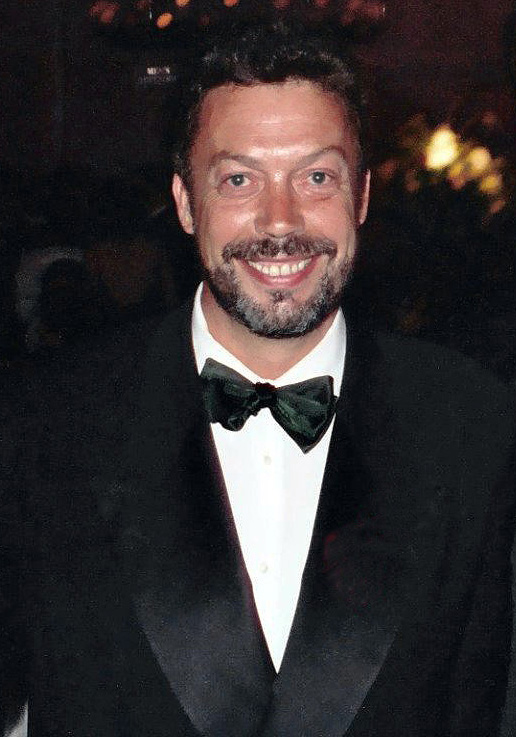
Tim Curry (* 1946)

- 1946: Tim Curry, britischer Schauspieler und Sänger
- 1947: Michael Herbricht, deutscher Politiker
- 1947: Murray Perahia, Pianist sephardischer Herkunft
- 1947: Norbert Conrad Kaser, Südtiroler Dichter
- 1947: Sandro Petraglia, italienischer Filmkritiker und Drehbuchautor
- 1947: Tassilo Küpper, deutscher Mathematiker
- 1948: Chester Biscardi, US-amerikanischer Komponist und Musikpädagoge
- 1949: Joachim Sauer, deutscher Physikochemiker
- 1949: Paloma Picasso, spanisch-französische Designerin
- 1949: Sergei Nikolajewitsch Wolkow, sowjetischer Eiskunstläufer
- 1950: Harald Hein, deutscher Fechter
- 1950: Jacques Herzog, Schweizer Architekt
- 1950: Ulli Melkus, deutscher Automobilrennfahrer
- 1950: Galina Georgijewna Zarjowa, sowjetische Bahnradsportlerin

#### 1951–1975
- 1951: Marcus Creed, britischer Dirigent
- 1951: Jóannes Eidesgaard, färöischer Politiker
- 1951: Alain Lalonde, kanadischer Komponist
- 1952: Alexis Argüello, nicaraguanischer Boxen und Politiker
- 1953: Joe Bausch, deutscher Arzt, Autor und Schauspieler
- 1953: Sara Simeoni, italienische Leichtathletin
- 1954: Trevor Francis, englischer Fußballspieler und -trainer
- 1954: Richard Heller, österreichischer Komponist
- 1954: Res Ingold, Schweizer bildender Künstler

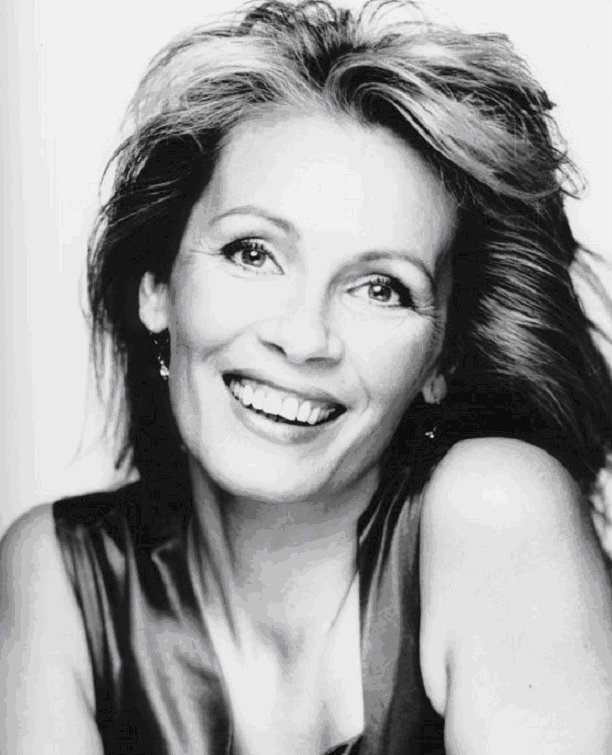
Ingrid Peters (* 1954)

- 1954: Ingrid Peters, deutsche Sängerin
- 1954: Bob Rock, kanadischer Plattenproduzent und Tontechniker
- 1956: Sue Barker, englische Tennisspielerin
- 1956: Gundi Feyrer, deutsche bildende Künstlerin und Schriftstellerin
- 1956: Ulrich Sude, deutscher Fußballtrainer
- 1957: Mukesh Ambani, indischer Unternehmer
- 1957: Ian Edmondson, US-amerikanischer Freestyle-Skier
- 1957: Lilli Gruber, Südtiroler Journalistin und Politikerin
- 1957: Tony Martin, britischer Rock-Sänger
- 1959: Friedrich von Buch, deutscher General
- 1959: Patricia Charbonneau, US-amerikanische Schauspielerin
- 1959: Martin Fenski, deutscher Jurist
- 1960: Nicoletta Braschi, italienische Schauspielerin
- 1960: Gustavo Petro, kolumbianischer Politiker
- 1961: Kirsten Emmelmann, deutsche Leichtathletin, Olympiamedaillengewinnerin
- 1961: Serge Falck, belgisch-österreichischer Schauspieler, Kabarettist, Chansonnier und Drehbuchautor
- 1961: David Klein, Schweizer Musiker und Komponist
- 1961: Baldassarre Monti, italienischer Motorradrennfahrer
- 1961: Bernd Stelter, deutscher Comedian
- 1962: Silvia Schmitt, deutsche Handballspielerin
- 1962: Pål Trulsen, norwegischer Curler
- 1962: Dorian Yates, britischer Bodybuilder
- 1963: Reto Brennwald, Schweizer Fernsehjournalist, Filmemacher und Moderator
- 1963: Mika Kojonkoski, finnischer Skispringer und -sprungtrainer
- 1963: Christian Strohmann, deutscher Posaunist, Trompeter, Posaunenchorleiter und Musikpädagoge
- 1964: Ulrich Gotter, deutscher Althistoriker
- 1964: Marcus Harris, britischer Schauspieler
- 1964: Frank-Peter Roetsch, deutscher Biathlet
- 1964: Walter Stummer, deutscher Neurochirurg
- 1965: Natalie Dessay, französische Opernsängerin
- 1965: Melitta Rühn, rumänische Turnerin
- 1965: Suge Knight, US-amerikanischer Unternehmer
- 1966: Véronique Gens, französische Sopranistin
- 1966: Susanne Lüning, deutsche Schauspielerin
- 1966: Julia Neigel, deutsche Singer-Songwriterin, Produzentin und Entertainerin
- 1966: Norwich Rüße, deutscher Politiker
- 1966: Carmen Vogt-Beheim, deutsche Juristin

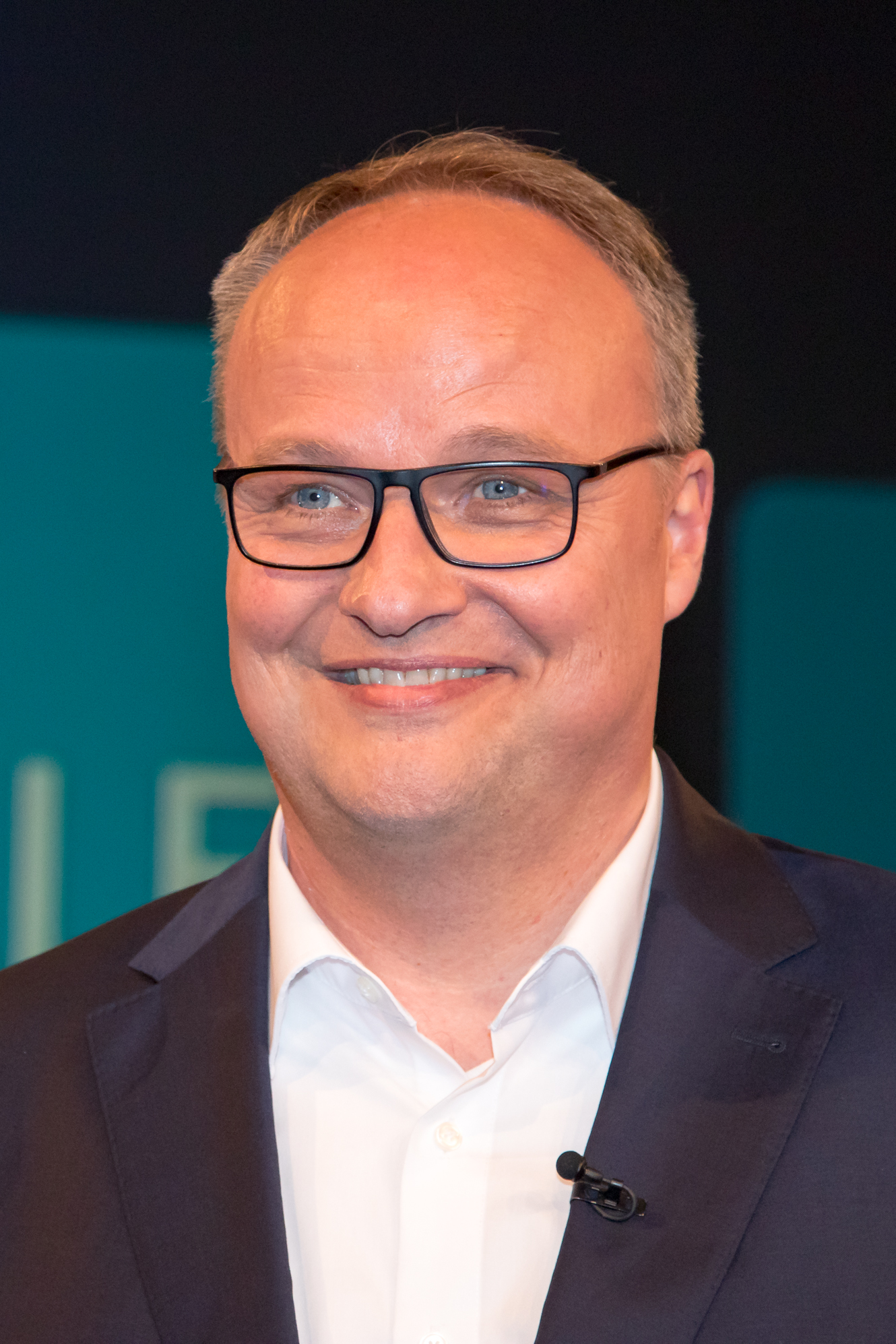
Oliver Welke (* 1966)

- 1966: Oliver Welke, deutscher Comedian und Fernsehmoderator
- 1967: Robert Viktor Minich, deutscher Schauspieler
- 1967: Markus Ritter, Schweizer Politiker und Bauernverbandspräsident
- 1967: Tine Sundtoft, norwegische Politikerin
- 1967: Dar Williams, US-amerikanische Singer-Songwriterin und Gitarristin
- 1967: Alexander Wolf, deutscher Jurist und Politiker
- 1968: Rita Ackermann, ungarisch-amerikanische Künstlerin
- 1968: Johannes Flöck, deutscher Comedian und Moderator
- 1968: Ashley Judd, US-amerikanische Schauspielerin
- 1968: Mswati III., König von Eswatini

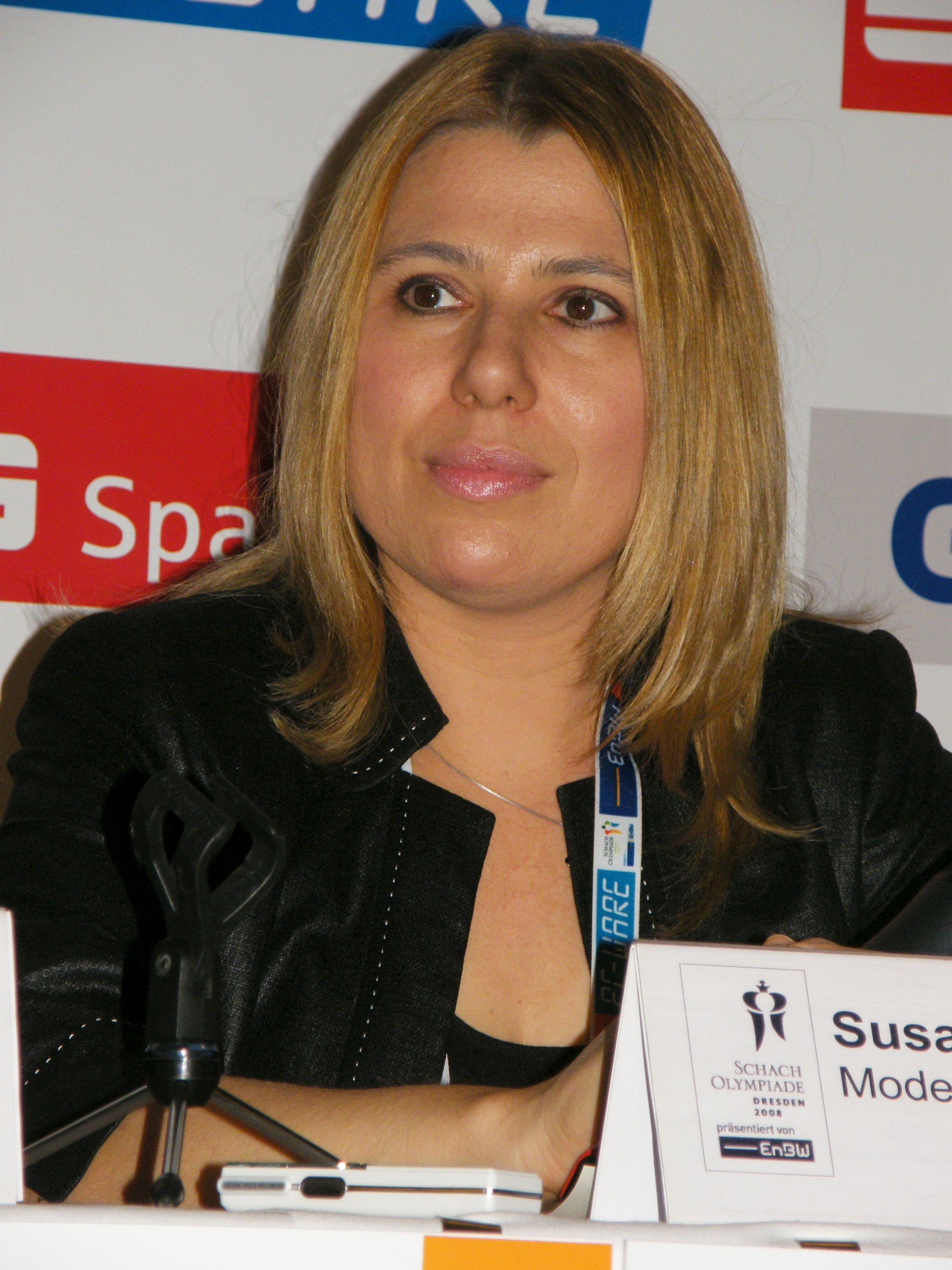
Zsuzsa Polgár (* 1969)

- 1969: Zsuzsa Polgár, ungarisch-US-amerikanische Schachspielerin
- 1969: Stefanie Schuster, österreichische Skirennläuferin
- 1970: Manuel Apicella, französischer Schachspieler
- 1970: Kelly Holmes, britische Leichtathletin
- 1970: Jesús Lucendo, andorranischer Fußballspieler
- 1970: Christian Mazzuca, argentinischer Maler und Komponist

- 1971: Stanislaw Wladimirowitsch Kulintschenko, russischer Handballspieler und -funktionär
- 1971: Rainer Rothfuß, deutscher Geograph und Politiker
- 1972: Django Asül, deutsch-türkischer Kabarettkünstler
- 1972: Sonja Nef, Schweizer Skifahrerin
- 1972: Rivaldo, brasilianischer Fußballspieler
- 1973: Andrei Krõlov, estnischer Fußballspieler
- 1973: Michael Schefts, österreichischer Schauspieler
- 1974: Andrea Diefenbach, deutsche Fotografin
- 1974: Marcus Ehning, deutscher Springreiter
- 1974: Susanne Kellermann, deutsche Kamerafrau, Regisseurin, Produzentin und Schauspielerin
- 1974: Gentleman, deutscher Reggae-Musiker
- 1974: Glenn Skram, norwegischer Nordischer Kombinierer
- 1974: David Szlezak, österreichischer Handballspieler
- 1975: Townsend Bell, US-amerikanischer Rennfahrer
- 1975: Yōsuke Fukuda, japanischer Komponist
- 1975: Jussi Jääskeläinen, finnischer Fußballtorwart

#### 1976–2000
- 1977: Lucien Mettomo, kamerunischer Fußballspieler
- 1978: Dorothee Bär, deutsche Politikerin, MdB
- 1978: Gabriel Heinze, argentinischer Fußballspieler
- 1978: James Franco, US-amerikanischer Schauspieler
- 1978: Mira Wanting, dänische Schauspielerin
- 1979: Hæge Fagerhus, norwegische Handballspielerin
- 1979: Michael Holtschulte, deutscher Cartoonist, Karikaturist und Illustrator

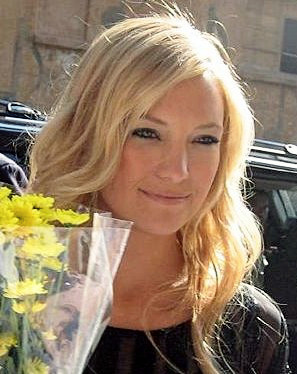
Kate Hudson (* 1979)

- 1979: Kate Hudson, US-amerikanische Schauspielerin
- 1979: Abigail Jean Larson, US-amerikanische Skilangläuferin
- 1979: Antoaneta Stefanowa, bulgarische Schachspielerin
- 1980: Jordi Escura, andorranischer Fußballspieler
- 1981: Hayden Christensen, kanadischer Schauspieler
- 1981: Catalina Sandino Moreno, kolumbianische Schauspielerin
- 1982: Ljudmila Ananka, weißrussische Biathletin
- 1982: Filip Jícha, tschechischer Handballspieler und -trainer
- 1982: Julian Lüttmann, deutscher Fußballspieler
- 1983: Fethi Ahmed Atunsi, libyscher Radrennfahrer
- 1983: Ritchie Edhouse, englischer Dartspieler
- 1983: Stefan Kulovits, österreichischer Fußballspieler
- 1985: Valon Behrami, Schweizer Fußballspieler
- 1985: Gustavo Colman, argentinischer Fußballspieler
- 1985: Lisa Streich, schwedische Komponistin
- 1985: Niki Zimling, dänischer Fußballspieler
- 1985: Jan Zimmermann, deutscher Fußballspieler
- 1986: Arthit Sunthornpit, thailändischer Fußballspieler
- 1986: Gabe Pruitt, US-amerikanischer Basketballspieler
- 1987: Oxana Alexandrowna Akinschina, russische Schauspielerin
- 1987: Isabel Berghout, deutsch-niederländische Schauspielerin
- 1987: David Brandl, österreichischer Schwimmer
- 1987: Joe Hart, englischer Fußballspieler
- 1987: Alexandre Imperatori, Schweizer Rennfahrer

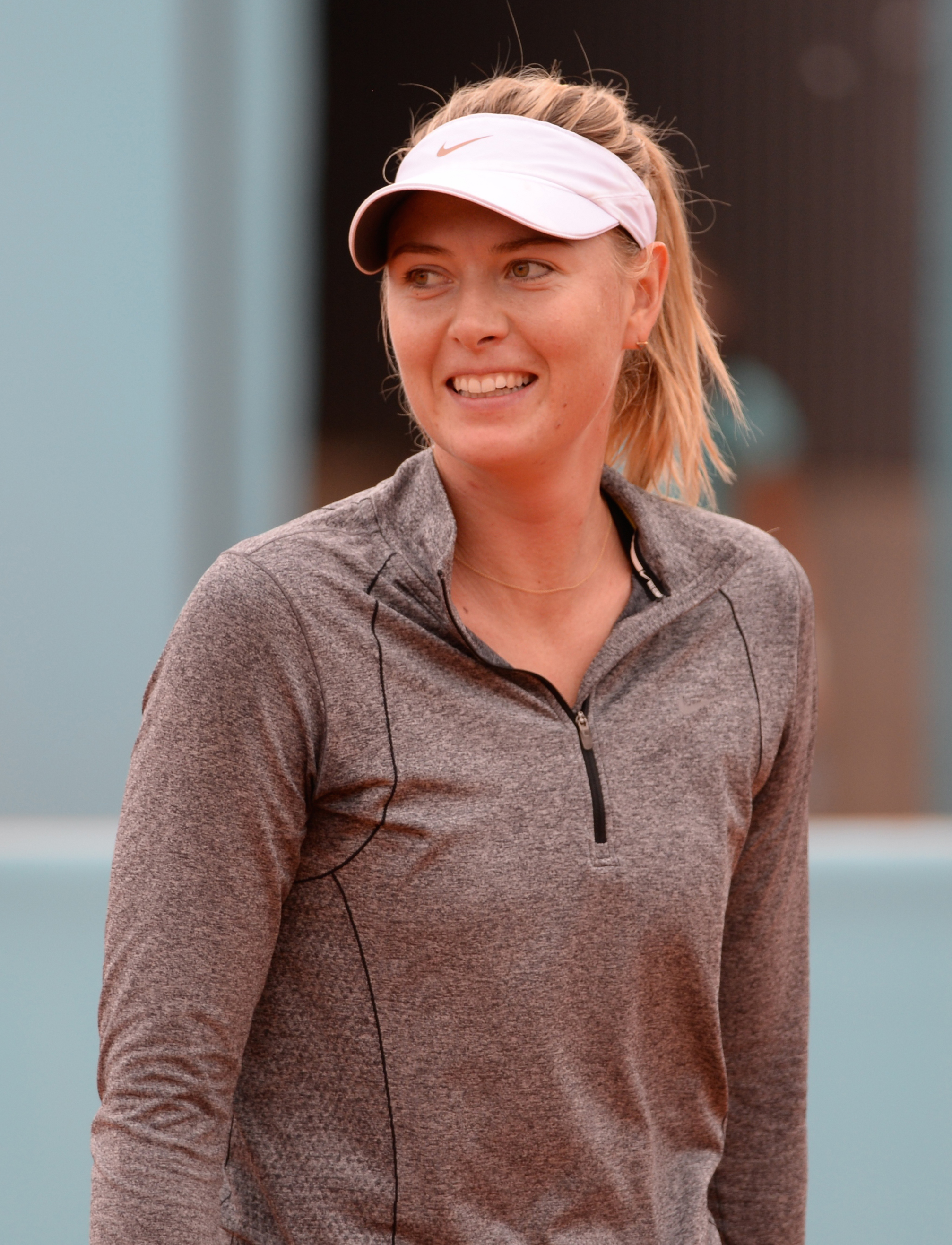
Maria Scharapowa (* 1987)

- 1987: Marija Jurjewna Scharapowa, russische Tennisspielerin
- 1987: Daniel Schuhmacher, deutscher Musiker
- 1988: Diego Buonanotte, argentinischer Fußballspieler
- 1988: Philip Butz, deutscher Schauspieler
- 1988: Sabrina Ceesay, deutsche Schauspielerin
- 1988: Luka Karabatić, französischer Handballspieler
- 1988: Radmila Petrović, montenegrinische Handballspielerin
- 1989: Genoveva Añonma, äquatorialguineische Fußballspielerin
- 1989: Marko Arnautović, österreichischer Fußballspieler
- 1989: Simu Liu, chinesisch-kanadischer Schauspieler und Stuntman
- 1989: Dominik Mader, deutscher Fußballspieler
- 1989: Tom Mickel, deutscher Fußballtorwart
- 1989: Anne Rieckhof, deutsche Schauspielerin
- 1990: Tom Van Asbroeck, belgischer Radrennfahrer
- 1990: Héctor Herrera, mexikanischer Fußballspieler
- 1990: Christian Hirschbühl, österreichischer Skirennläufer
- 1990: Damien Le Tallec, französischer Fußballspieler
- 1991: Kelly Olynyk, kanadischer Basketballspieler
- 1992: Mette Sjøberg, dänische Handballspielerin
- 1993: Giordan Harris, Schwimmer von den Marshallinseln
- 1993: Lia Wälti, Schweizer Fußballspielerin
- 1995: Kevin Akpoguma, deutsch-nigerianischer Fußballspieler
- 1995: Patrick Gibson, irischer Schauspieler
- 1995: Kevin Mbabu, Schweizer Fußballspieler
- 1997: Thore Jacobsen, deutscher Fußballspieler
- 1997: Atte Korhonen, finnischer Nordischer Kombinierer
- 1998: Patrick Braunhofer, italienischer Biathlet

### 21. Jahrhundert

#### 2001–2025
- 2002: Magnus Sheffield, US-amerikanischer Radrennfahrer

## Gestorben

### Vor dem 16. Jahrhundert
- 0065: Gaius Calpurnius Piso, römischer Politiker, Redner und Literaturmäzen
- 0843: Judith, zweite Gemahlin Ludwigs des Frommen
- 1013: Hischam II., Kalif von Córdoba
- 1044: Gotzelo I., Herzog von Nieder- und Oberlothringen
- 1054: Leo IX., Papst
- 1166: Galéran IV., Graf von Meulan und Earl of Worcester
- 1312: Othon de Champvent, Bischof von Lausanne
- 1321: Gerasimos I., Patriarch von Konstantinopel
- 1323: Eberhard III. von Breuberg, Landvogt in der Wetterau
- 1374: Tile von Damm, Braunschweiger Ratsherr
- 1390: Robert II., schottischer König
- 1431: Adolf III., Graf von Waldeck zu Landau
- 1477: Andreas Geverdes, Lübecker Bürgermeister
- 1497: Pierre Basin, franko-flämischer Sänger

### 16. bis 18. Jahrhundert
- 1507: Ruprecht von Pfalz-Simmern, Bischof von Regensburg
- 1510: Ulrich Fugger, deutscher Kaufmann und Bankier
- 1511: Edo Wiemken der Jüngere, letzter männlicher Regent der Herrschaft Jever
- 1519: Thüring Fricker, Schweizer Politiker
- 1524: Petrus Mosellanus, deutscher Philologe, Theologe und Kirchenlehrer
- 1529: Johannes Cuspinian, Humanist, Dichter und Diplomat in habsburgischen Diensten
- 1552: Olaus Petri, schwedischer Theologe und Reformator

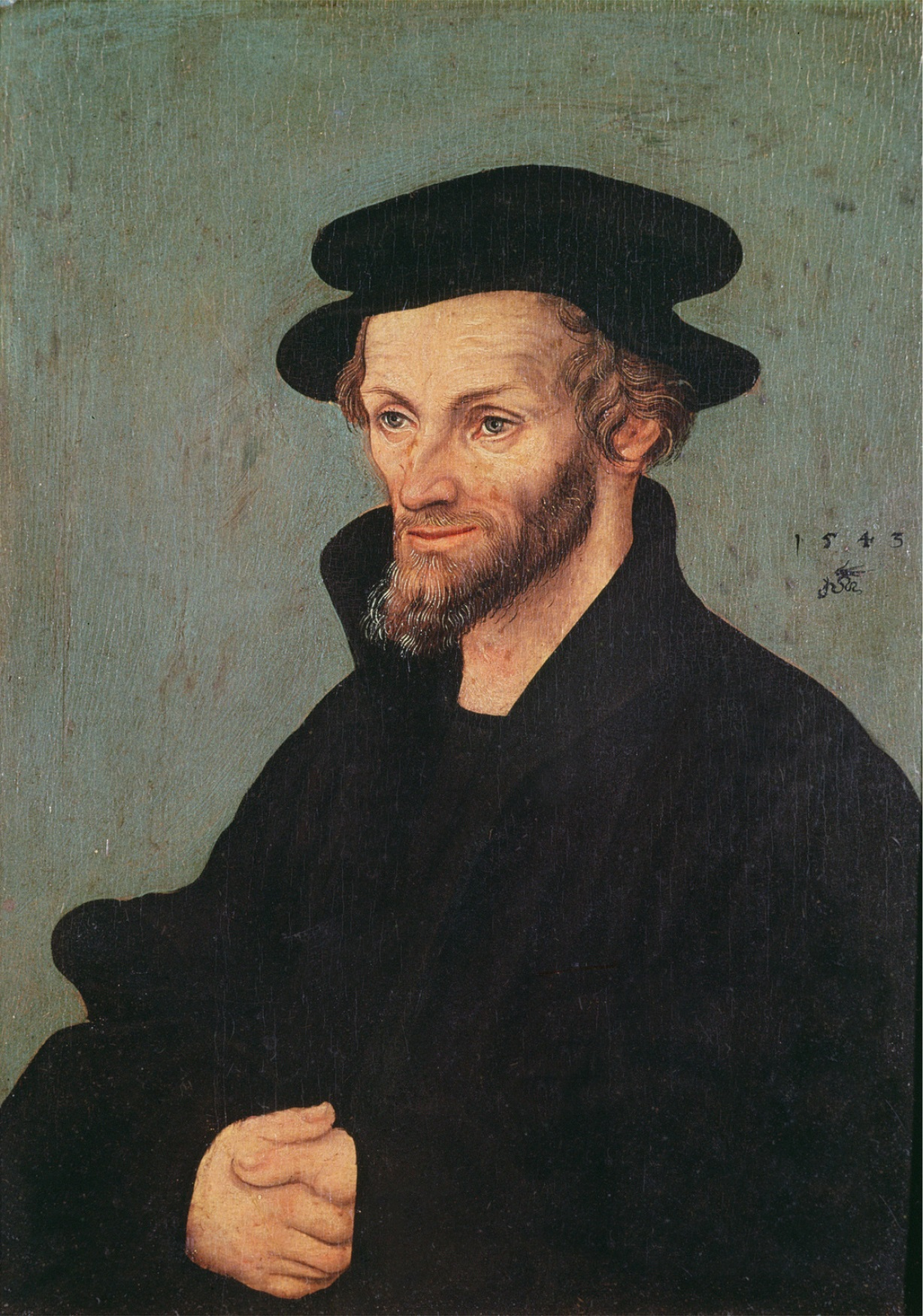
Philipp Melanchthon († 1560)

- 1560: Philipp Melanchthon, deutscher Reformator, Theologe, Philologe, Philosoph, Humanist, Lehrbuchautor und Dichter
- 1567: Michael Stifel, deutscher Theologe und Mathematiker
- 1573: Hilmar von Münchhausen, deutscher Söldnerführer
- 1578: Uesugi Kenshin, Daimyō der japanischen Sengoku-Zeit
- 1588: Paolo Veronese, italienischer Renaissance-Maler
- 1598: Hans Fugger, deutscher Unternehmer, Kaufmann der Fugger und Mäzen
- 1608: Thomas Sackville, 1. Earl of Dorset, englischer Staatsmann, Dramatiker und Dichter
- 1623: Uesugi Kagekatsu, japanischer Daimyō (Fürst)
- 1638: Jeremias Drexel, deutscher Jesuit und Erbauungsschriftsteller der Gegenreformation
- 1642: Johannes Assuerus Ampzing, niederländischer Mediziner
- 1645: Antonio van Diemen, Generalgouverneur von Niederländisch-Indien
- 1654: Matei Basarab, Woiwode der Walachei
- 1654: Ottilia Preußing, Opfer der Hexenverfolgung in Homburg vor der Höhe
- 1658: Kirsten Munk, zweite Ehefrau des dänischen Königs Christian IV.
- 1658: Robert Rich, 2. Earl of Warwick, englischer Kolonialverwalter, Admiral und Puritaner
- 1680: Marie Hedwig von Hessen-Darmstadt, Herzogin von Sachsen-Meiningen
- 1686: Matthias Tretzscher, deutsch-böhmischer Orgelbauer
- 1689: Christina I., Königin von Schweden
- 1689: Johan Lorentz, dänischer Komponist
- 1706: Galenus Abraham de Haen, niederländischer Arzt und mennonitischer Prediger
- 1712: Benedikt von Ahlefeldt, Herr auf Osterrade, Kluvensiek, Sehestedt, Kronsburg und Träger des Danebrog-Ordens
- 1730: Maria Amalia, Erzherzogin von Österreich
- 1733: Elizabeth Douglas-Hamilton, Countess of Orkney, englische Adelige und Mätresse König Williams III.
- 1768: Giovanni Antonio Canal, genannt Canaletto, italienischer Veduten- und Landschaftsmaler
- 1772: Johann Peter Kellner, deutscher Komponist
- 1773: Florian Johann Deller, österreichischer Komponist und Violinist
- 1788: Johann Friedrich Feige, deutscher Bildhauer
- 1794: Egid Verhelst der Ältere, flämischer Bildhauer
- 1799: Pieter Hellendaal, niederländischer Komponist, Organist und Violinist
- 1800: Jean-Rodolphe Vautravers, schweizerisch-englischer Naturforscher und Kunsthändler

### 19. Jahrhundert
- 1807: Georg Adam von Starhemberg, österreichischer Diplomat, Minister und Obersthofmeister
- 1809: Ignaz Bärenkopf, ungarischer katholischer Hochschullehrer, Titularbischof und Autor
- 1813: Benjamin Rush, Unterzeichner der Unabhängigkeitserklärung der USA
- 1820: Eberhard Friedrich Bacmeister, preußischer Jurist und Beamter
- 1822: Franz II. Xaver von Salm-Reifferscheidt, österreichischer Kardinal und Fürstbischof von Gurk
- 1824: George Gordon Byron, englischer Dichter
- 1824: Johannes Aloysius Martyni-Laguna, deutscher Privatgelehrter
- 1825: Heinrich Ernst von Schönburg-Rochsburg, deutscher Landwirt und Schafzüchter
- 1826: Johann Georg Feldhann, deutscher Schulleiter und Philologe
- 1827: Deborah Sampson, US-amerikanische Soldatin, die unter dem Namen Robert Shurtliff im Amerikanischen Unabhängigkeitskrieg kämpfte
- 1828: Carlo Francesco Maria Caselli, italienischer Kardinal
- 1831: Johann Gottlieb Friedrich von Bohnenberger, deutscher Astronom und Mathematiker
- 1837: Jean Pierre Frédéric Ancillon, preußischer Staatsmann und Erzieher
- 1839: Aaron Ogden, US-amerikanischer Politiker
- 1840: Franz Kuenlin, Schweizer Politiker und Autor
- 1850: Ernst von Hessen-Philippsthal-Barchfeld, russischer General der Kavallerie
- 1854: Robert Jameson, schottischer Naturhistoriker, Mineraloge und Geologe
- 1861: Charles Ashe à Court-Repington, britischer General
- 1875: Anna Karbe, märkische Lieder- und Heimatdichterin
- 1878: Peter Tidemand Malling, norwegischer Buchdrucker, Verleger und Buchhändler
- 1881: Benjamin Disraeli, britischer Premierminister und Schriftsteller

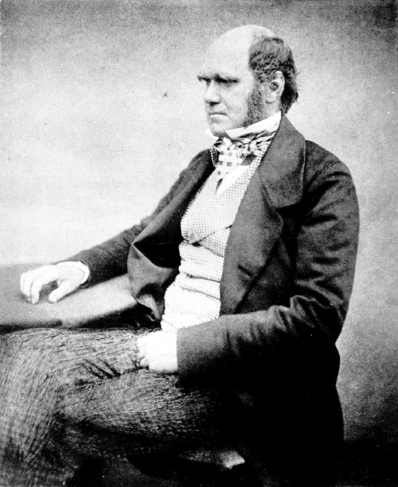
Charles Darwin († 1882)

- 1882: Charles Darwin, britischer Naturforscher und Begründer der Evolutionstheorie
- 1885: Richard Ansdell, englischer Maler
- 1888: Arunah Shepherdson Abell, US-amerikanischer Verleger
- 1888: Thomas Russell Crampton, britischer Maschinenbauer und Ingenieur
- 1896: Arthur I. Boreman, US-amerikanischer Politiker
- 1896: Matthäus Hörfarter, österreichischer katholischer Theologe

### 20. Jahrhundert

#### 1901–1950
- 1902: Lucien Lester Ainsworth, US-amerikanischer Rechtsanwalt und Politiker, Mitglied des Repräsentantenhauses für Iowa
- 1902: Heinrich XXII., Fürst Reuß zu Greiz
- 1903: Oliver Mowat, kanadischer Politiker
- 1904ː Marie Wille, deutsche Stifterin

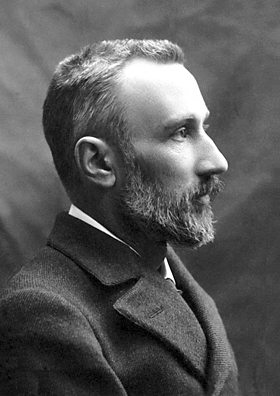
Pierre Curie († 1906)

- 1906: Pierre Curie, französischer Physiker, Nobelpreisträger
- 1906: Spencer Gore, britischer Tennis- und englischer Cricketspieler
- 1906ː Lotte Hattemer, deutsche Lehrerin und Mitbegründerin des Monte Verità in Ascona
- 1912: Hugo Sholto Oskar Georg von Douglas, deutscher Schriftsteller, Unternehmer und Politiker
- 1913: Hugo Winckler, deutscher Archäologe und Sprachwissenschaftler
- 1914: Karl Dehner, deutscher Heimatforscher
- 1914: Emil Heinrich Otto Müller, deutscher Altphilologe und Pädagoge
- 1914: Charles Sanders Peirce, US-amerikanischer Mathematiker, Philosoph und Logiker
- 1919: Joseph Gagnier, kanadischer Klarinettist
- 1922: Marjorie Pickthall, englisch-kanadische Schriftstellerin
- 1922: Theodor von Scheve, deutscher Schachmeister
- 1923ː Alberta von Puttkamer, deutsche Schriftstellerin

Philine Tormin († 1924)

- 1924: Philine Leudesdorff-Tormin, deutsche Schauspielerin
- 1928: Adrian Spamann, deutsch-lothringischer Orgelbauer
- 1929: Leo von Abbema, deutscher Architekt
- 1930: Bruno d’Harcourt, französischer Automobilrennfahrer
- 1933: Adolf Stoltze, deutscher Journalist und Lokaldichter
- 1937: William Morton Wheeler, US-amerikanischer Ethologe, Taxonom und Ameisenforscher
- 1938: Georg Schrimpf, deutscher Maler und Grafiker, Vertreter der Neuen Sachlichkeit
- 1943ː Anna Heller, polnische Kinderärztin, Opfer des Holocaust
- 1943ː Charlotte Joël, deutsche Fotografin, Opfer des Holocaust
- 1945: Walter Dönicke, deutscher Kommunalpolitiker, Oberbürgermeister von Leipzig
- 1945: Emil Rungwerth, deutscher Heimatforscher

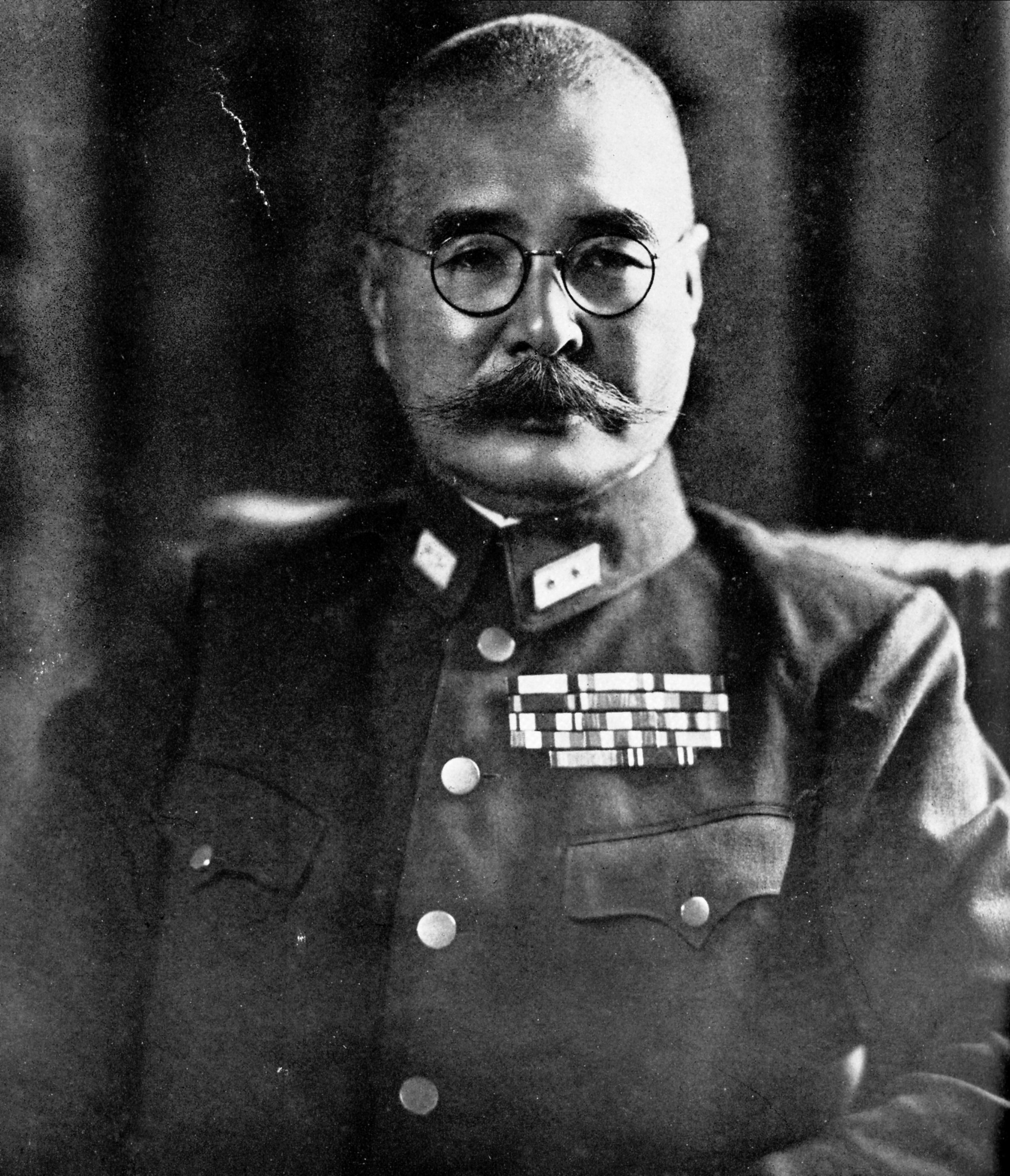
Andō Rikichi († 1946)

- 1946: Andō Rikichi, japanischer General
- 1947: Hugo Bremer, deutscher Industrieller und Erfinder des so genannten „Bremer Lichts“
- 1949: Otto Nerz, deutscher Fußballspieler und -trainer

#### 1951–2000
- 1952: Carl von Attems-Petzenstein, österreichischer Zoologe
- 1952: Jean-Marie Musy, Schweizer Politiker
- 1956: Ernst Robert Curtius, Gelehrter und Romanist
- 1958: Albert Akst, US-amerikanischer Musiker und Filmeditor
- 1959: Gustav Kramer, deutscher Biologe, Ornithologe und Zoologe, entdeckte den Sonnenkompass bei Vögeln
- 1963: Germaine Malépart, kanadische Pianistin und Musikpädagogin
- 1964: Bert Mee, englischer Fußballschiedsrichter
- 1966: Gösta Åsbrink, schwedischer Sportler
- 1966: Erhard König, deutscher Kommunist und Funktionär der Volkspolizei
- 1966: Ernst Sigg, Schweizer Kirchenmusiker und Gymnasiallehrer
- 1966: Javier Solís, mexikanischer Sänger

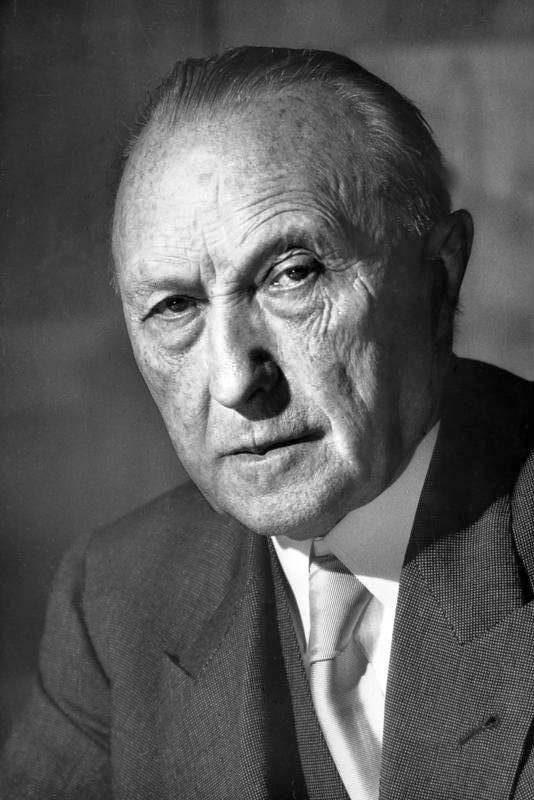
Konrad Adenauer († 1967)

- 1967: Konrad Adenauer, deutscher Jurist und Politiker, Oberbürgermeister von Köln, MdL, MdB, Bundeskanzler, Bundesminister
- 1970: Konrad Frühwald, deutscher Politiker, MdB
- 1970: Rosl Schwaiger, österreichische Sängerin
- 1972: Adolf Bach, deutscher Germanist
- 1973: Hans Kelsen, US-amerikanischer Jurist
- 1975: Robert Aron, französischer Historiker und Essayist
- 1975: Aksel Schiøtz, dänischer Sänger und Musikpädagoge
- 1977: Günter Bruno Fuchs, deutscher Schriftsteller und Grafiker
- 1978ː Elsa Gidoni, deutsch-amerikanische Architektin, jüdischer Herkunft
- 1979: Wilhelm Bittrich, deutscher General
- 1979: Rogers Morton, US-amerikanischer Politiker, Minister, Kongressabgeordneter von Maryland im Repräsentantenhaus
- 1981: Ernst Levy, Schweizer Komponist, Pianist, Chorleiter, Musikpädagoge und Musikwissenschaftler
- 1983: Jerzy Andrzejewski, polnischer Schriftsteller
- 1983: Renatus Ziggiotti, italienischer Generaloberer der Salesianer Don Boscos
- 1984: Gustav Scheck, deutscher Flötist, Direktor der Musikhochschule Freiburg
- 1985: Willie Mabon, US-amerikanischer R&B-Sänger
- 1986: Dag Wirén, schwedischer Komponist

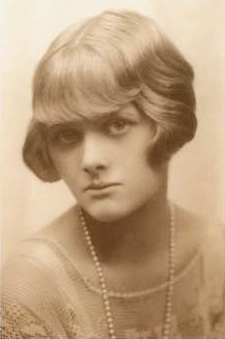
Daphne du Maurier († 1989)

- 1989: Daphne du Maurier, britische Schriftstellerin
- 1991: Henri de la Sayette, französischer Automobilrennfahrer
- 1991: Josef Wallner, deutscher Politiker
- 1991: Dilarə Əliyeva, aserbaidschanische Philologin und Übersetzerin, Feministin und Politikerin
- 1993: Steve Douglas, US-amerikanischer Rock-Saxophonist
- 1993: Blas Galindo, mexikanischer Komponist
- 1994: Jochen Ziem, deutscher Schriftsteller
- 1996: Emin Aristakesjan, armenischer Komponist und Musikpädagoge
- 1998: Octavio Paz, mexikanischer Schriftsteller und Diplomat, Nobelpreisträger
- 1999: Hermine Braunsteiner-Ryan, deutsche Aufseherin in den KZs Ravensbrück und Majdanek
- 1999: Yoko Tani, franko-japanische Schauspielerin
- 2000: Louis Applebaum, kanadischer Komponist

### 21. Jahrhundert
- 2001: Edith Picht-Axenfeld, deutsche Cembalistin
- 2002: Reginald Rose, US-amerikanischer Schriftsteller

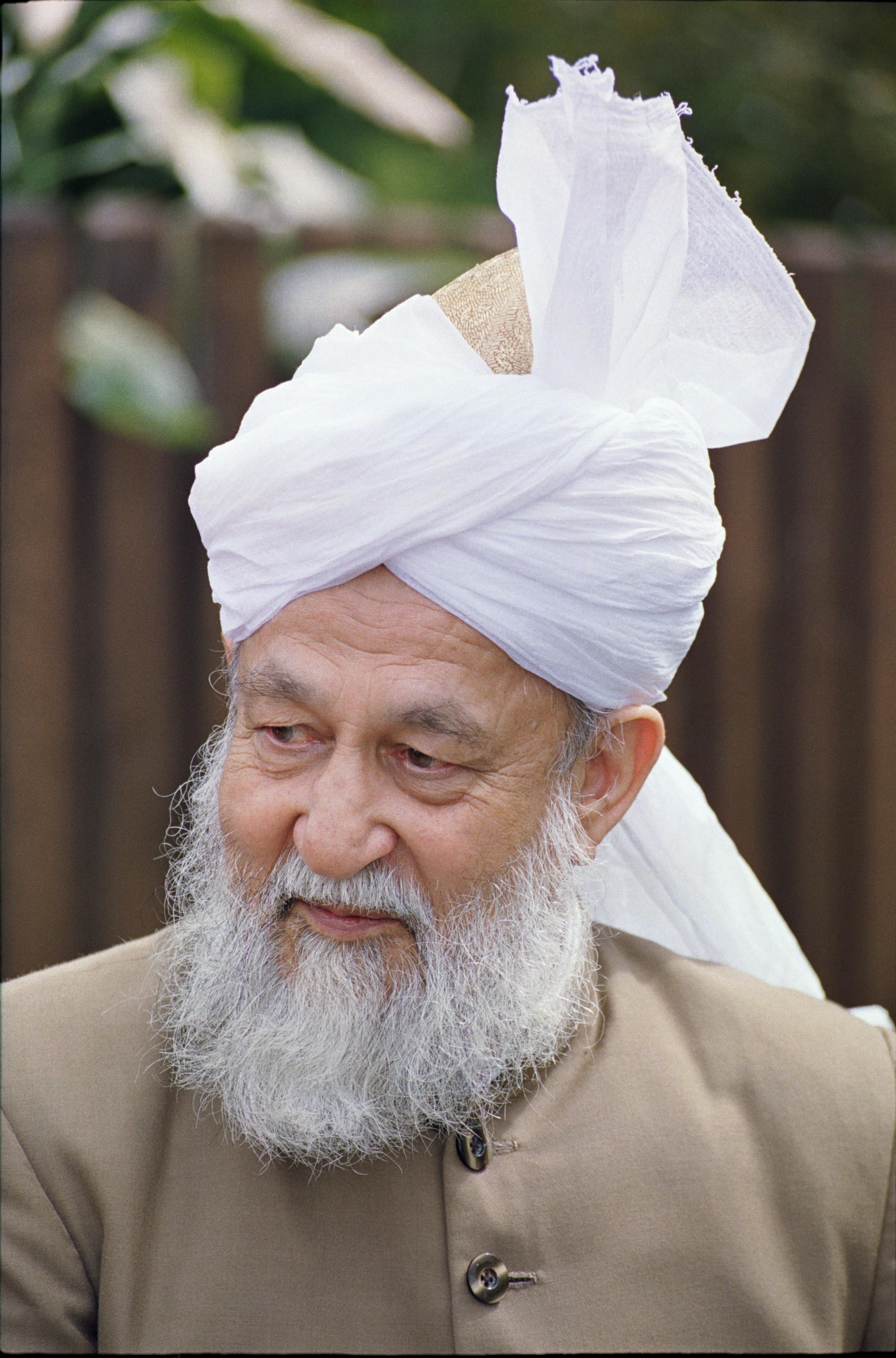
Mirza Tahir Ahmad († 2003)

- 2003: Mirza Tahir Ahmad, 4. Khalifat ul-Massih
- 2003: Julián Plaza, argentinischer Tangokomponist und Arrangeur, Bandoneonist und Pianist
- 2003: Aurelio Sabattani, italienischer Kurienkardinal
- 2004: Jim Cantalupo, US-amerikanischer Unternehmer (McDonald’s)
- 2004: John Maynard Smith, britischer Genetiker und Evolutionsbiologe
- 2004: Norris McWhirter, britischer Verleger
- 2004: Wolfgang Unger, deutscher Chorleiter
- 2005: Stan Levey, US-amerikanischer Jazzdrummer
- 2005: Niels-Henning Ørsted Pedersen, dänischer Jazzbassist
- 2005: Maurice Altenbach, Schweizer Musikpädagoge, Komponist und Cellist
- 2006: Albert Scott Crossfield, US-amerikanischer Testpilot
- 2006: Manuel Sánchez Acosta, dominikanischer Arzt und Komponist
- 2007: Jean-Pierre Cassel, französischer Schauspieler
- 2007: Laurens Straub, niederländischer Schauspieler, Regisseur und Produzent
- 2008: Iris Bell, US-amerikanische Musikerin
- 2008: Elmar Bund, deutscher Rechtshistoriker
- 2008: Adalbert Durrer, Schweizer Politiker
- 2008: Wladimir Petrowitsch Ferapontow, sowjetischer bzw. russischer Schauspieler, Synchronsprecher, Sänger und Synchronregisseur
- 2008: Lawrence Hertzog, US-amerikanischer Drehbuchautor und Filmproduzent
- 2008: Alfonso López Trujillo, kolumbianischer Kurienkardinal
- 2008: Phyllis MacPherson-Russell, jamaikanische Politikerin
- 2008: Peter Scherfer, deutscher Romanist und Sprachwissenschaftler
- 2008: Pierino Pietro Selvatico, Schweizer Theologe, Jesuit und Geistlicher
- 2008: Oskar Sigmund, deutscher Komponist, Organist und Musikwissenschaftler
- 2008: Germaine Tillion, französische Ethnologin und Widerstandskämpferin
- 2008: Franz Toenniges, deutscher Kalligraf
- 2008: Susanne Twardawa, deutsche Buchhändlerin, Autorin und Verlegerin
- 2008: Constant Vanden Stock, belgischer Fußballspieler und -funktionär
- 2009: James Graham Ballard, britischer Schriftsteller
- 2010: Manfred Angerer, österreichischer Musikwissenschaftler
- 2010: Manuel Fernández Álvarez, spanischer Historiker
- 2010: Guru, US-amerikanischer Rapper
- 2010: Edwin Valero, venezolanischer Boxer

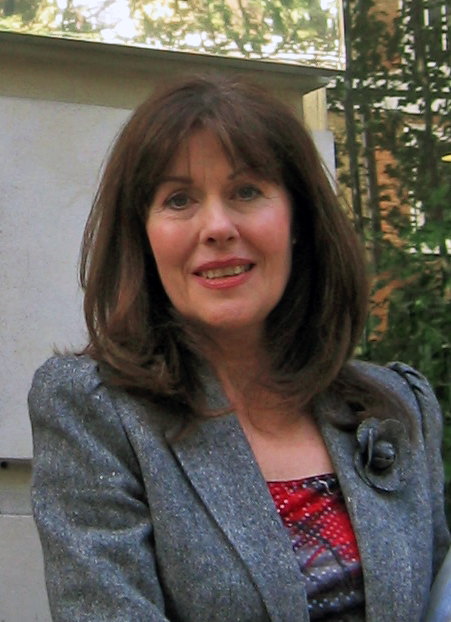
Elisabeth Sladen († 2011)

- 2011: Elisabeth Sladen, britische Schauspielerin
- 2011: Andreas Urschlechter, Oberbürgermeister von Nürnberg
- 2011: Grete Waitz, norwegische Leichtathletin
- 2012: Levon Helm, US-amerikanischer Musiker
- 2012: Holger Schmezer, deutscher Dressurreiter und Reittrainer
- 2013: Kenneth Appel, US-amerikanischer Mathematiker
- 2013: François Jacob, französischer Mediziner, Nobelpreisträger
- 2014: Theophil Antonicek, österreichischer Musikwissenschaftler
- 2015: Oktay Sinanoğlu, türkischer Chemiker und Molekularbiologe
- 2015: Elio Toaff, italienischer Rabbiner
- 2016: Patricio Aylwin, chilenischer Politiker, Staatspräsident
- 2016: Karl-Heinz von Hassel, deutscher Schauspieler
- 2016: Walter Kohn, US-amerikanischer Physiker, Nobelpreisträger
- 2017: Aaron Hernandez, US-amerikanischer American-Football-Spieler
- 2017: Norbert Trippen, deutscher Theologe und Kirchenhistoriker
- 2018: Klaus Michael Meyer-Abich, deutscher Naturphilosoph
- 2018: Herbert Pilch, deutscher Anglist, Keltologe und Politiker
- 2021: Walter Mondale, US-amerikanischer Politiker, 42. Vizepräsident der USA
- 2021: Jim Steinman, US-amerikanischer Rock- und Musical-Komponist und Musikproduzent
- 2022: Carlos Lucas, chilenischer Boxer
- 2022: Tanaka Kane, japanische Supercentenarian
- 2023: Elena Pampoulova, bulgarische Tennisspielerin

## Feier- und Gedenktage
- Kirchliche Gedenktage
  - Philipp Melanchthon, deutscher Professor und Reformator (evangelisch)
  - Hl. Leo IX., deutscher Adeliger, Priester und Bischof, Papst und Schutzpatron (katholisch)
- Namenstage
  - Gerold

Weitere Einträge enthält die Liste von Gedenk- und Aktionstagen.